# Італія
Іта́лія (італ. Italia [iˈtalʲa] ( прослухати)), офіційна назва — Італі́йська Респу́бліка (італ. Repubblica Italiana [reˈpubblika itaˈlʲana]) — держава на півдні Європи, що складається з півострова, відмежованого Альпами та оточеного кількома островами. Країна розташована у південно-центральній Європі і вважається частиною західної Європи. Унітарна парламентська республіка зі столицею у місті Рим, що займає територію загальною площею 301 340 км² і межує на суходолі з Францією на північному заході, зі Швейцарією та Австрією на півночі та Словенією на північному сході, а також анклавованими мікродержавами Ватикан, Сан-Марино та Суверенний Мальтійський орден. Італія має територіальний ексклав у Швейцарії (Кампйоне) та морський ексклав у водах Тунісу (Лампедуза). Населення країни — близько 60 мільйонів, що робить її третьою за чисельністю країною-членом Європейського Союзу.
Через своє географічне розташування у Південній Європі та Середземномор'ї, Італія історично була домом для безлічі народів та культур. Окрім різних давніх народів, розсіяних по усій території сучасної Італії, найпоширенішими були індоєвропейські італіки, які дали півострову свою назву, починаючи з античності, фінікійці та карфагеняни засновували колонії переважно на островах сучасної Італії. Греки заснували поселення у так званій Graecia Magna у Південній Італії, у той час як етруски та кельти населяли відповідно центральну та північну Італію. Плем'я італіків, відоме як латини, утворило Римське царство у VIII столітті до нашої ери, яке з часом стало республікою з урядом сенату та народу. Римська республіка спочатку завоювала й асимілювала своїх сусідів на італійському півострові, врешті розширивши та завоювавши частини Європи, Північної Африки та Азії. До першого століття до н. е., Римська імперія стала домінантною силою у Середземномор'ї, а також провідним культурним, політичним та релігійним центром, ознаменувавши Pax Romana, період понад у 200 років, протягом якого Італійське право, технології, економіка, мистецтво та література зазнали стрімкого розвитку. Італія залишилася батьківщиною римлян і метрополією імперії, спадщину якої можна спостерігати у всесвітньому поширенні культури, урядування, християнства та латинського письма.
Під час раннього середньовіччя, Італія пережила падіння Західної Римської імперії та потерпала від численних нападів інших народів, таких як лангобарди та остготи, візантійців та пізніше норманів. Століттями пізніше Італія стала місцем зародження Середньовічних морських республік та Ренесансу, надзвичайно продуктивного інтелектуального руху, який згодом став загальним і формував наступний хід європейської думки, і заклав основу для сучасного капіталізму. Ці здебільшого незалежні держави виступали головними торговими центрами Європи з Азією та Близьким Сходом, часто насолоджуючись більшою мірою демократії, аніж більші феодальні монархії, що консолідувалися по всій Європі; однак, частина центральної Італії перебувала під владою теократичних папських держав, у той час, як Південна Італія залишалася значною мірою феодальною до XIX століття, частково внаслідок послідовних візантійських, арабських, норманських, анжуйських, арагонських та інших закордонних завоювань регіону. Епоха Відродження розпочалася в Італії та поширилася на решту Європи, викликаючи поновлений інтерес до гуманізму, науки, географічних відкриттів та мистецтва. Італійська культура процвітала, випускаючи відомих вчених, художників та поліматів. Під час середньовіччя італійські дослідники відкрили нові маршрути до Далекого Сходу та Нового Світу. Тим не менш, комерційна та політична міць Італії значно погіршилися з відкриттям торгових шляхів, що обходили Середземномор'я. Століття суперництва та міжусобиць між італійськими містами-державами, як-от Італійські війни XV—XVI століть, залишили Італію роздробленою, а кілька італійських держав були завойовані й далі розділені багатьма європейськими державами протягом кількох наступних століть.
До середини XIX століття зростання італійського націоналізму та заклики до незалежності від зовнішнього контролю призвели до періоду революційних політичних потрясінь. Після століть іноземного панування та політичного поділу, Італія була майже повністю об'єднана в 1861 році, протягом бурхливого періоду своєї історії відомого, як Рісорджименто (італ. il risorgimento — відродження), заснувавши Італійське королівство, як велику державу. З кінця XIX — початку XX століття, північна Італія швидко індустріалізувалася, і надбала колоніальну імперію, у той час як південь залишався значною мірою збіднілим і виключеним із процесу індустріалізації, підживлюючи велику і впливову діаспору. Попри те, що Італія була однією з чотирьох головних держав-союзників у Першій світовій війні, країна пережила в період економічної кризи та соціальних потрясінь, що призвело до піднесення італійської фашистської диктатури у 1922 році. Участь у Другій світовій війні у складі Країн Осі закінчилася військовою поразкою, економічним руйнуванням та громадянською війною. Після визволення Італії, країна позбулася монархії та створила демократичну республіку, що призвело до тривалого економічного буму, який перетворив Італію у високорозвинену країну.
Сьогодні, Італія вважається однією з найбільш культурно та економічно розвинених країн світу, з восьмою економікою за величиною номінального ВВП (третьою у Єврозоні), шостою за величиною національного багатства та третьою за величиною золотих резервів центрального банку. Країна посідає високі місця у рейтингах очікуваної тривалості життя, якості життя, охорони здоров'я та освіти. Італія відіграє значну роль у регіональній та глобальній економічній, військовій, культурній та дипломатичній політиці; Італія є водночас регіональною потугою та великою державою, і посідає восьме місце у списку країн із найпотужнішими арміями. Італія є співзасновником і провідним членом Європейського Союзу та членом численних міжнародних організацій, серед яких ООН, НАТО, ОЕСР, ОБСЄ, СОТ, Велика сімка, Велика двадцятка, Середземноморський союз, Рада Європи, Шенгенська зона та багато інших. Країна тривалий час є глобальним центром мистецтва, музики, літератури, філософії, науки й техніки, моди, і здійснила значний вплив та сприяла різноманітним сферам, включаючи кіно, кухню, спорт, юриспруденцію, банківську діяльність та бізнес. Як відображення свого культурного багатства, Італія є домом для найбільшої у світі кількості людських надбань (60) і є п'ятою найбільш відвідуваною країною світу.

## Походження назви
Про етимологію слова «Італія» є багато припущень. Історики та лінгвісти пропонують широке коло теорій походження цієї назви. Згідно із найпоширенішою думкою термін Італія від лат. Italia було запозичено через грецьку мову від оскського слова Víteliú, що означає «земля молодого теляти». Давньогрецький історик Діонісій Галікарнаський розповідає легенду про те, що Італію було названо на честь Італа, про якого також згадували Арістотель і Фукідід.

## Географія
Див. також: Географія Італії, Геологія Італії, Гідрогеологія Італії, Італія (географічний регіон), Сейсмічність Італії.

### Географічне положення

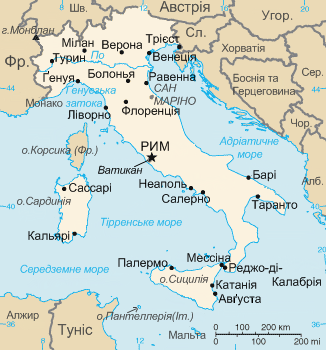
Італія

Італія — це країна, що розташована на півдні Європи, оточена морями басейну Середземного моря і займає:
- весь Апеннінський півострів;
- великі острови Сицилія, Сардинія;
- 7 населених островів Тосканського архіпелагу, найбільшим із яких є острів Ельба;
- Понціанські острови;
- острови Іскія, Капрі, Прочида;
- Ліпарські (Еолійські) острови;
- острів Устіка;
- Егадські острови;
- архіпелаг Маддалена, острови Таволара, Молара, л'Асінара, Сант-Антіоко і Сан-П'єтро поблизу Сардинії;
- острів Пантеллерія й Пелаґійські острови в Сицилійському морі;
- острови Треміті в затоці Гаргано.

Сухопутні кордони проходять вздовж гірського ланцюга Альп: на заході із
Францією — 488 км, на півночі — зі Швейцарією — 740 км й Австрією — 430 км, на сході зі Словенією — 232 км. Крім того, Італія має кордони з двома невеличкими державами — анклавами: Ватиканом — 3,2 км та Сан-Марино — 39 км.
Морські кордони проходять узбережжями морів: зі сходу — Адріатичного, з півдня — Іонічного, з південного заходу — Тірренського, а з північного заходу — Лігурійського. Південне узбережжя острова Сицилія омивають води Сицилійського моря.
Довжина берегової лінії — 7600 км.
Територіальні води — 12 морських миль.
Континентальний шельф — 200 морських миль.

### Клімат
Географічно Італія лежить у помірному і субтропічному кліматичних поясах. Через достатньо високу протяжність Апеннінського півострова, клімат відмінний на півночі, що належить до європейського континенту, та півднем, що оточений Середземним морем. Альпи — частковий бар'єр проти західних і північних вітрів. Сардинія підкорена атлантичним, а Сицилія ─ африканським вітрам. Взагалі, чотири метеорологічні ситуації домінують над італійським кліматом: середземноморський зимовий циклон із відповідним літнім антициклоном; альпійський літній циклон, що є результатом зимового антициклону; атлантичний осінній циклон; та східний сибірський антициклон. Зустріч двох останніх повітряних мас спричинює восени тяжкі, часом катастрофічні дощі.

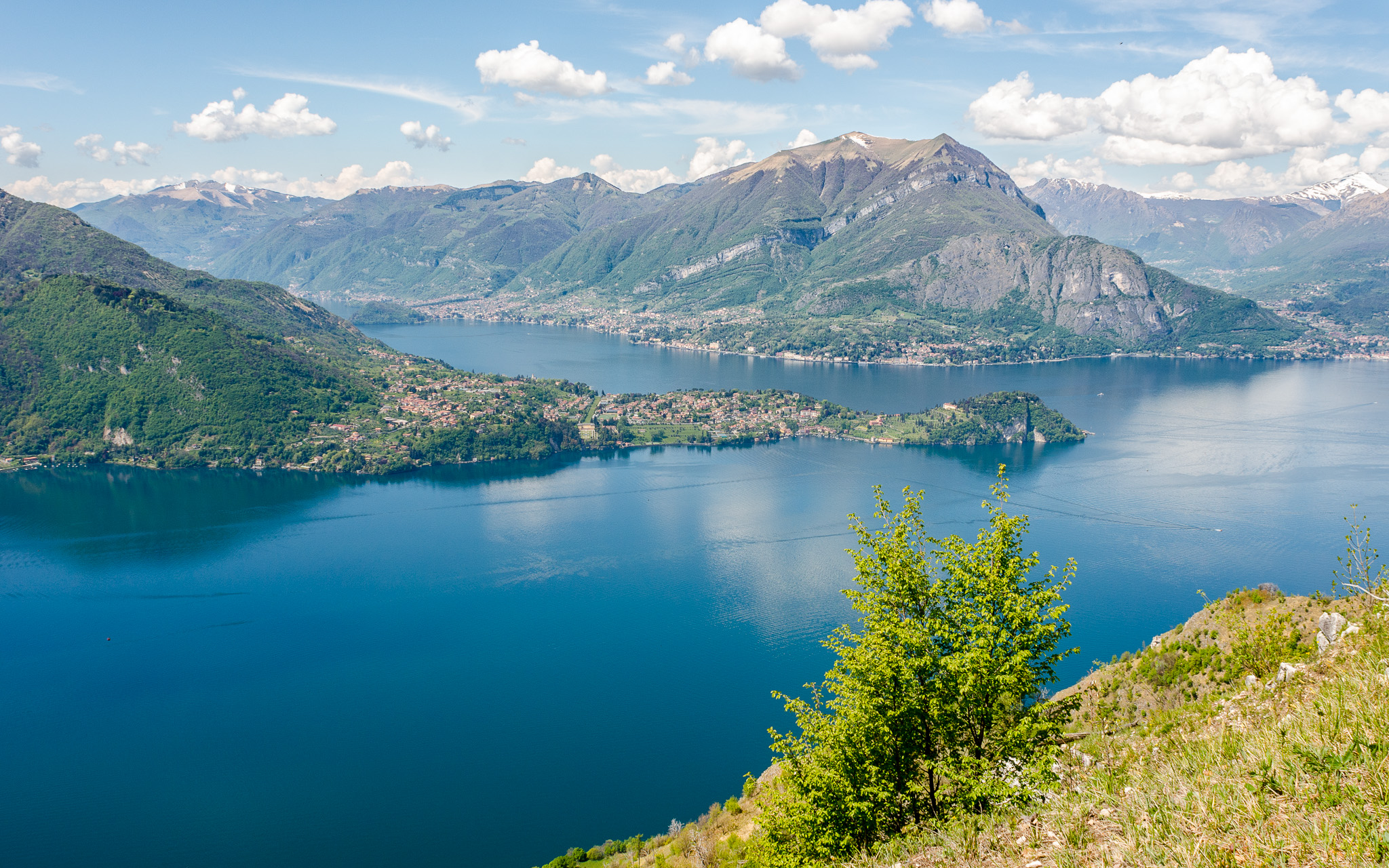
Озеро Комо

За кліматичними особливостями Апеннінський півострів і острів Сардинія — типово середземноморські райони, тоді як Альпи та басейн По — центральноєвропейські. За винятком гірських місцевостей, де температура з висотою знижується, решта Італії насолоджується тривалим теплим літом. Зими на узбережжі м'які, з достатньою кількістю погожих сонячних днів. Однак лише південь Апеннінського півострова і Сицилію можна по праву вважати краєм апельсинів і оливок. У внутрішніх районах півострова на північ від Неаполя зимові заморозки заважають дозріванню цитрусових, а у верхньому поясі Апеннін сніг лежить до травня. У басейні По зими набагато суворіші, з частими туманами у зв'язку з тим, що тут застоюється холодне повітря, яке стікає з Альп. В Альпах із жовтня по травень бувають сильні снігопади, що змінюються тривалими періодами з ясною сонячною погодою, переважають низькі температури. Контрасти середніх температур найхолоднішого і найтеплішого місяців зменшуються з півночі на південь.
Річні опади між північними та середземноморськими районами Італії розподілені нерівномірно. Для півночі країни характерна достатня кількість опадів і їх рівномірний розподіл протягом року з максимумом зазвичай восени. У середземноморській Італії виражена літня посуха, тривалість якої зростає на південь, сягаючи максимуму в Сицилії та Апулії.

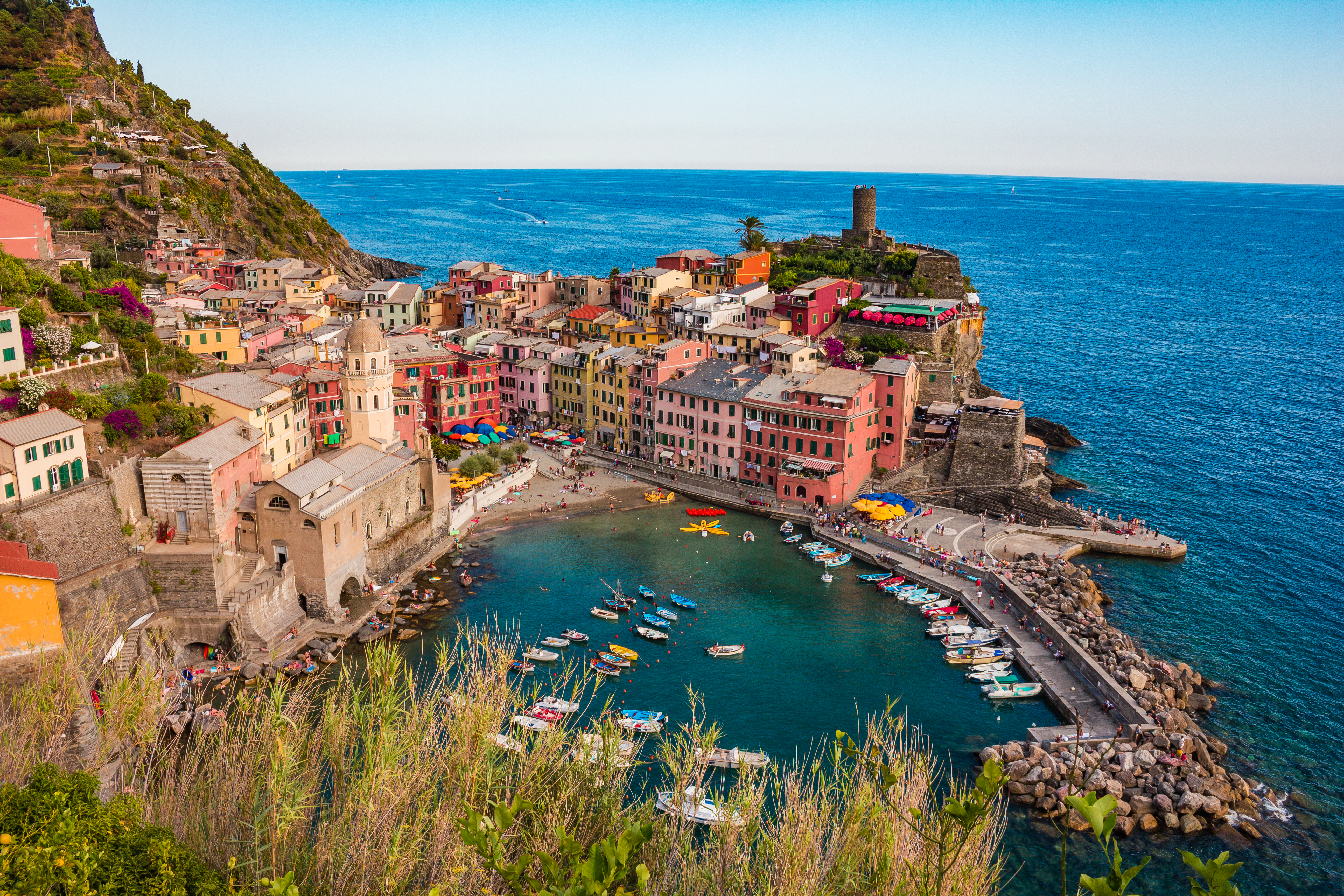
Італійська Рив'єра, Лігурія

У географічному розміщенні опадів чітко простежується тенденція до їх збільшення з висотою. Наприклад, в Альпах та Апеннінах (за винятком низів долин) випадає 1000—1500 мм опадів на рік, що набагато більше від середніх показників для країни. Зазвичай опади над територією Італії утворюються шляхом змішування повітряних мас із різними температурами та різним вмістом водяної пари під час проходження циклонів. Рідкі опади часто випадають у вигляді коротких руйнівних злив.

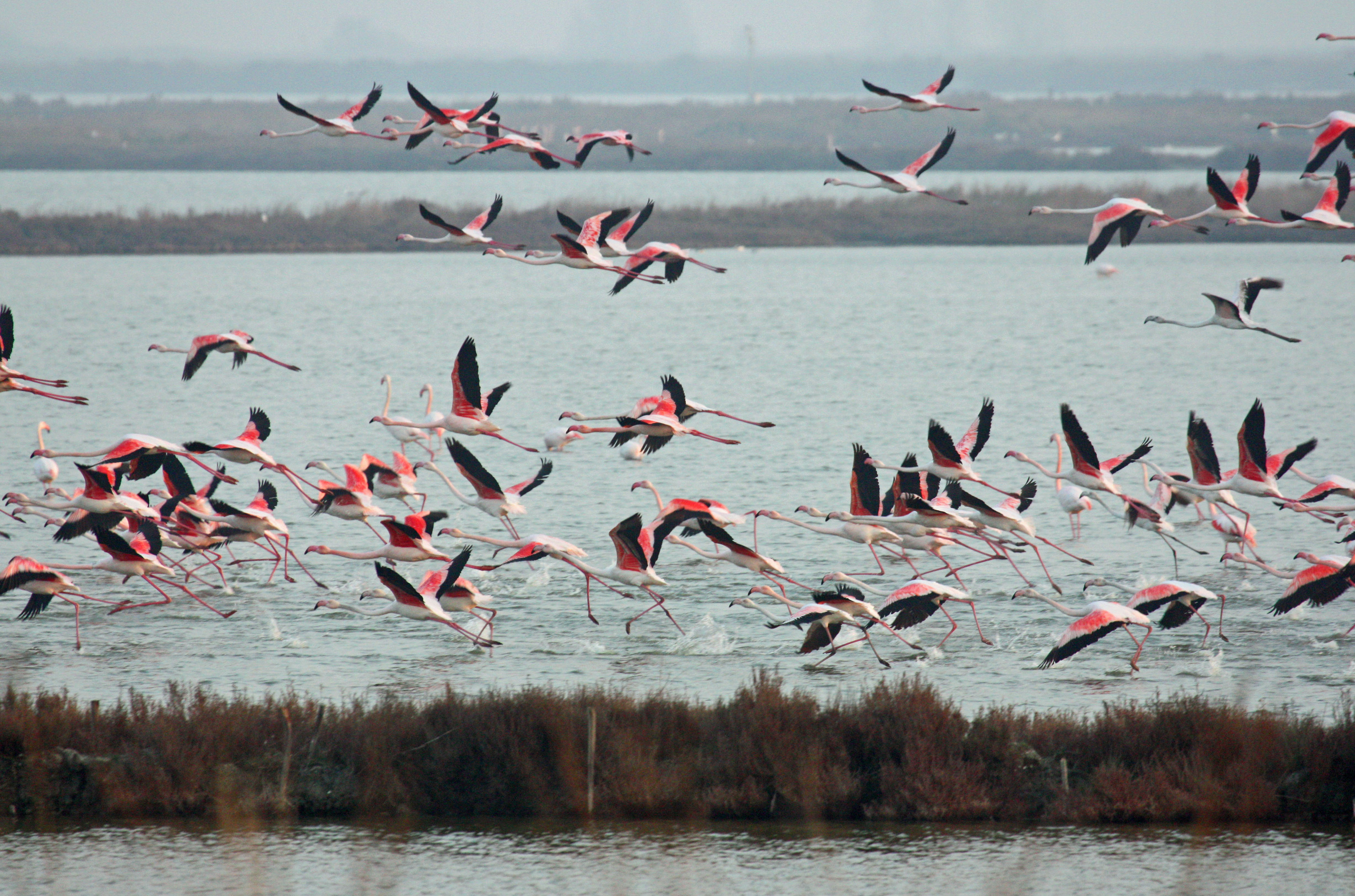
Дельта річки По

У Середземноморській Італії умови є несприятливими для розвитку сільського господарства не стільки через невеликі річні суми опадів, скільки через невизначеність термінів випадання опадів і їх зливовий характер. Крім того, найбільше опадів припадає на зиму, коли вегетація багатьох культурних рослин переривається. А розвиваються вони в період високих температур, коли зростає і потреба у волозі. Деревні культури можуть перехоплювати підземну вологу своїм довгим корінням, але польові культури потерпають від літньої посухи.
За винятком Альп, де зосереджені великі масиви хвойних порід — ялиці, сосни та модрини, в Італії збереглися лише невеликі залишки лісів, які в минулому вкривали майже всю територію країни. Листяні ліси з дуба, в'яза, тополі й верби в басейні По давно вирубані для розширення площ орних земель. Така ж доля спіткала посухостійкі вічнозелені дубові ліси на середземноморських прибережних рівнинах. Місцями ці ліси збереглися у вигляді чагарників, відомих під назвою маквіс, або макк'я, але на вапнякових ґрунтах вони поступилися місцем середземноморським чагарникам — гаріга. У деяких найвищих і зволожених місцевостях Апеннін вціліли деревостої з дуба, каштана, бука і сосни. Багато підвищених територій використовувалося для лісовідтворення, там в основному висаджувалися європейські посухостійкі вічнозелені породи та австралійські евкаліпти.

### Характеристика території

Топографія держави

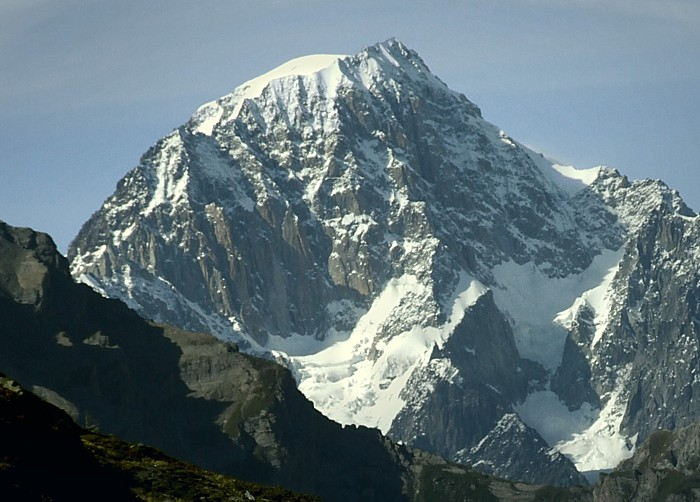
Монблан, найвищий гірський масив на території ЄС

Площа території — 301 308 км².
- Площа суші — 294 020 км² з яких:
  - 38,7 % — гори;
  - 39,7 % — пагорби;
  - 21,6 % — рівнини.
- Монблан, найвищий гірський масив на території ЄСПлоща річок та озер — 7210 км².

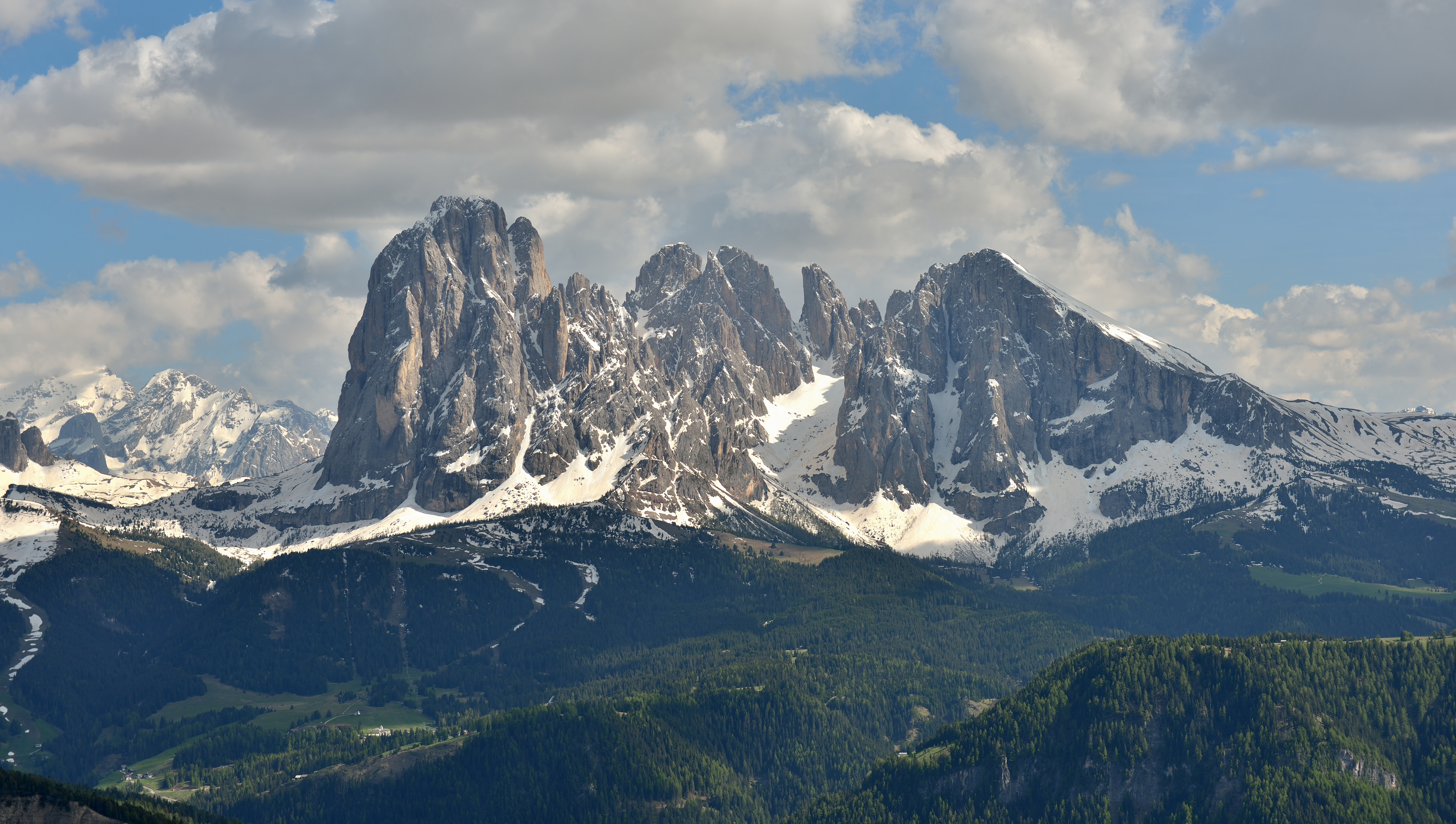
Доломіти, італійські Альпи

Гори: Альпи — на півночі, Апенніни — уздовж Апеннінського півострова з північного заходу на південний схід. Підняття Альп й Апеннін проходило в Кайнозойську еру під час формування Альпійсько-Гімалайського ланцюга. Альпійська дуга містить на своєму заході найвищі гірські масиви, серед яких виділяються піки Монблан — 4810 м, Монте-Роза (Дюфур) — 4634 м і Монте-Червіно (Маттергорн) — 4478 м, що вкриті вічними снігами. Західні Альпи можна поділити на Приморські, Коційські й Грайські. Центральні Альпи підрозділяються на Пеннінські, Лепонтинські й Ретицькі. Східні Альпи поділяються на Доломітові, Карницькі та Джулійські. Висота гір знижується із заходу на схід. Апенніни нижчі за Альпи (пік Корно-Ґранде — 2912 м). Ланцюг Апеннін протягнувся на 1190 км. Ширина коливається від 30 до 150 км. До головної гірської системи Апеннін прилягають Тірренські та Адріатичні Преапенніни. Гірський рельєф Сицилії вважається продовженням Апеннінського ланцюга. Найвища точка — конус дієвого вулкана Етна (3350 м). Гірські системи Сардинії разом із горами Корсики є рештками стародавнього гірського масиву Тірреніди, що здебільшого заглибився в море, а колись складав єдину гірську країну з Альпами й Апеннінами.
Діючі вулкани
Рівнини: Падано-Венеціянська рівнина, розташована проміж південними схилами Альп та північними передгір'ями Апеннін, має площу 46 тис. км², що становить 71 % від загальної площі рівнин Італії. Інші рівнини — це здебільшого невеликі за площею долини — розширення прибережних територій, як от: Пізанська, Маремма, Аґро-Понтіно, Кампанійська, низовина Селе уздовж Тірренських берегів; долина Тавольєре й півострів Салентина на Адріатичному березі; низовини Сібарі та Метапонто — на Іонійському узбережжі.
Річкова система:
- На Падано-Венеціянській рівнині розкинувся басейн найбільшої Італійської річки По, з площею водозбору майже 75 тис. км². Цей водозбір забезпечується численними притоками, найважливішими серед яких є Адідже, Брента, П'яве, Тальяменто й Ізонцо;
- Річки, що живляться з Апеннін:
  - Маґра, Арно, Омброне, Тибр, Лірі-Ґарільяно, Вольтурно-Калоре, Селе належать до басейну Тірренського моря;
  - Рено, Метауро, Тронто, Пескара, Санґро, Офанто течуть до Адріатичного моря;
  - Брадано, Базенто й Аґрі несуть свої води до Іонічного моря;
- низовину Кампідано в Сардинії перетинають річки Тірсо та Флуміні-Манну.

Озера: Біля підніжжя Альп розташовано багато озер льодовикового походження, в тому числі: Лаго-Маджоре (212 км²), Комо (146 км², найглибше — 410 м), Гарда (370 км²). Озера Тразімено (128 км²), Больсена (113,5 км²), Браччано (57,5 км²), лежать в Апеннінських горах.
Столиця — Рим — 2,6 млн людей, (1997 р.) з передмістями — 3,8 млн.
Великі міста — Мілан — 1,305 млн осіб, Неаполь — 1,047 млн осіб, Турин — 921 тис. осіб, Палермо — 686 тис. осіб, Генуя — 656 тис. осіб.
В Італії налічується 22 національних парки, що займають 5 % території країни.

## Історія

### Античність

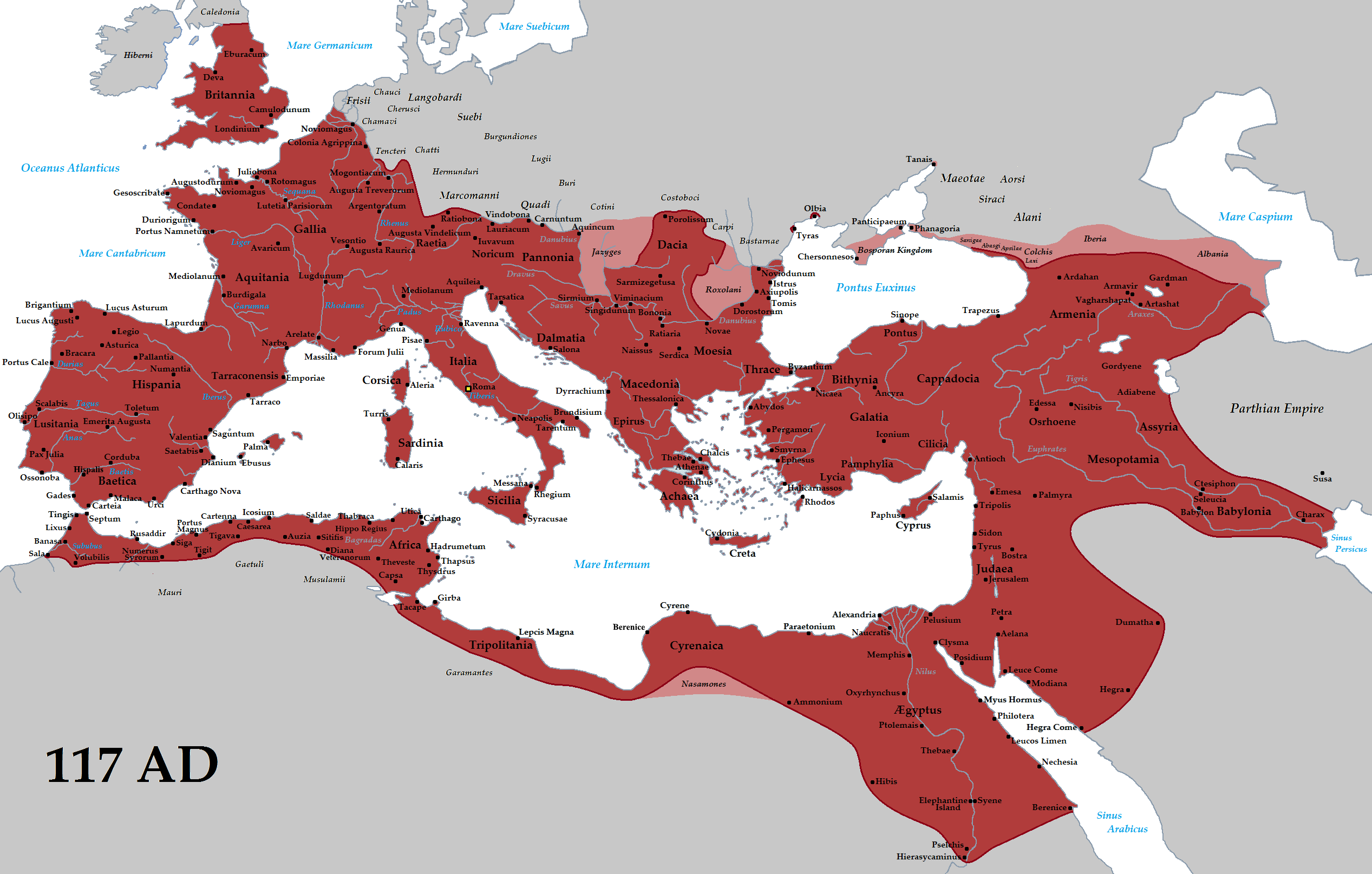
Римська імперія за часів найбільшої могутності

На території Італії. у VIII ст. до н. е. — V ст. н. е. існував один із центрів античної цивілізації — Стародавній Рим, який у III ст. до н. е. підпорядкував собі значну частину Італії, а в I ст. до н. е. утворив Римську імперію, яка об'єднала античний світ (див. Античність). Після падіння Західної Римської імперії у 476 королем Італії було проголошено Одоакра — начальника германської дружини, яка перебувала на службі імперії. Але вже 493 його державу завойовують остготи (див. Готи) і засновують власне королівство. У 2-й третині VI ст. майже вся Італія потрапила під владу Візантії, а у 568 Північну Італію захопили лангобарди. У 756 у центральній частині Італії постала Папська держава (див. Ватикан).

### Середні віки
Від X ст. ключову позицію на Апеннінському півострові посіла заснована німецьким королем Оттоном I «Священна Римська імперія» (з кін. XV ст. — «Священна Римська імперія германської нації»). В XI ст. південь країни завоювали нормани, започаткувавши Сицилійське королівство й поєднавши його династичними зв'язками зі «Священною Римською імперією».

Сучасний морський прапор Італії з гербами чотирьох морських республік

Італія в 1494 році

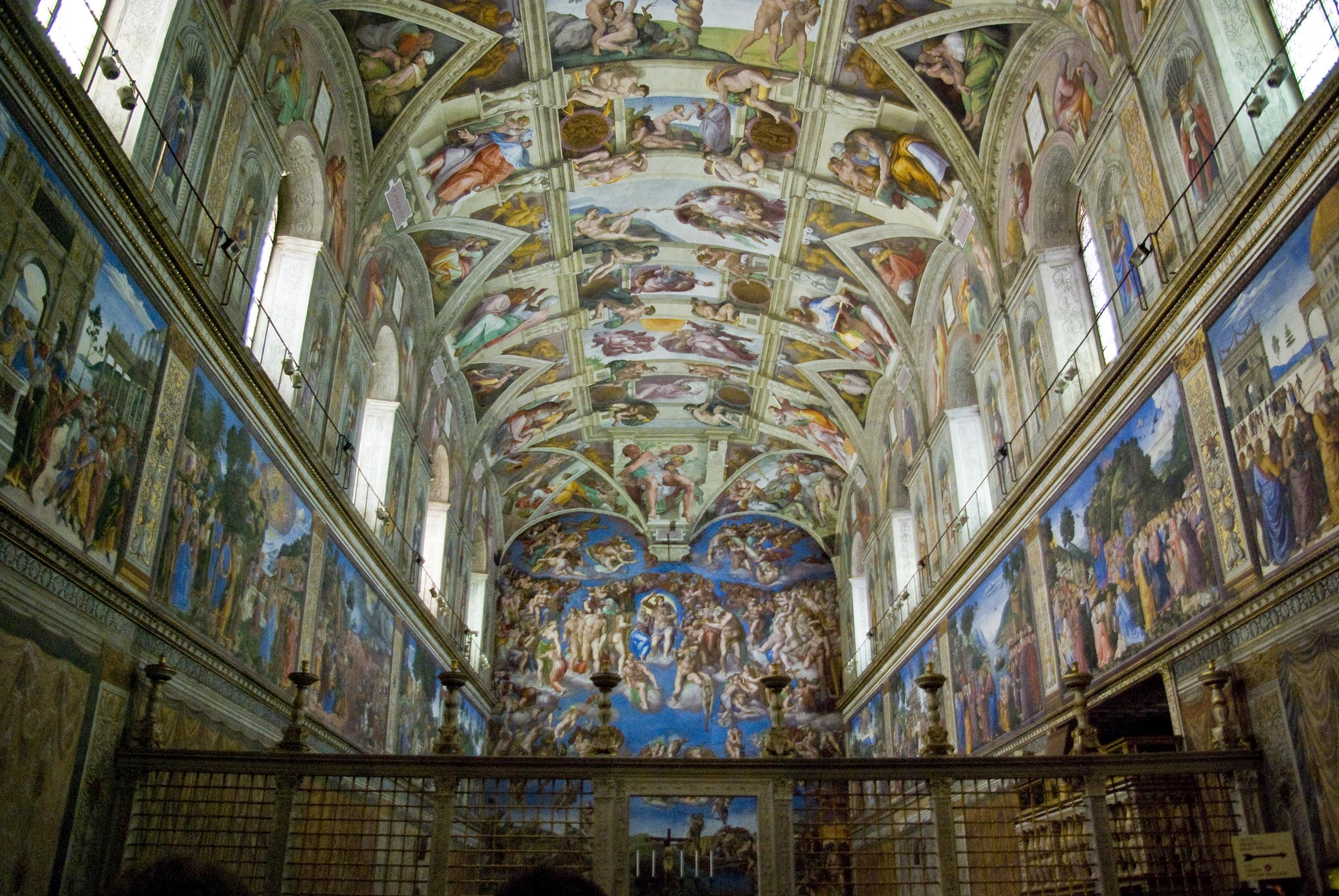
Стеля Сікстинської капелли, шедевр Відродження

Із середини XII ст. в Італії відбувається бурхливий розвиток міських комун і перетворення їх на міста-держави. Провідну роль серед них відігравали Венеція, Генуя і Піза, які підпорядковували собі значну частку європейської торгівлі й нагромадили величезні багатства. Стрімке економічне зростання міст-держав посилило їхню опозиційність до центральної влади. У 1176 відбулася битва біля Леньяно, де військо імператора Фрідріха I Барбаросси було розгромлено об'єднаними силами італійських міст-держав. Однак внутрішні незгоди, що дедалі поглиблювалися, підважували сили міст. На півдні й у центрі Італії в XII—XV ст. відбувалися збройні зіткнення між гвельфами та гібеллінами, які репрезентували відповідно противників і прихильників германських імператорів. На хвилі антифеодальних виступів ремісничо-купецьких кіл і селянства 1347 у Римі вибухнуло повстання під орудою Кола ді Рієнцо, який проголосив правління на республіканських засадах (травень — грудень 1347 року). У 1494 році під проводом проповідника-ченця Дж. Савонароли повстало населення Флоренції й скинуло уряд Медічі (повернулися до влади в місті 1512). Розвиток італійських міст у XIV—XVI ст. дав поштовх розквіту в Італії мистецтв і наук, утвердженню ідей гуманізму та поширенню їх в інших країнах Європи (див. Відродження).

### Новий час

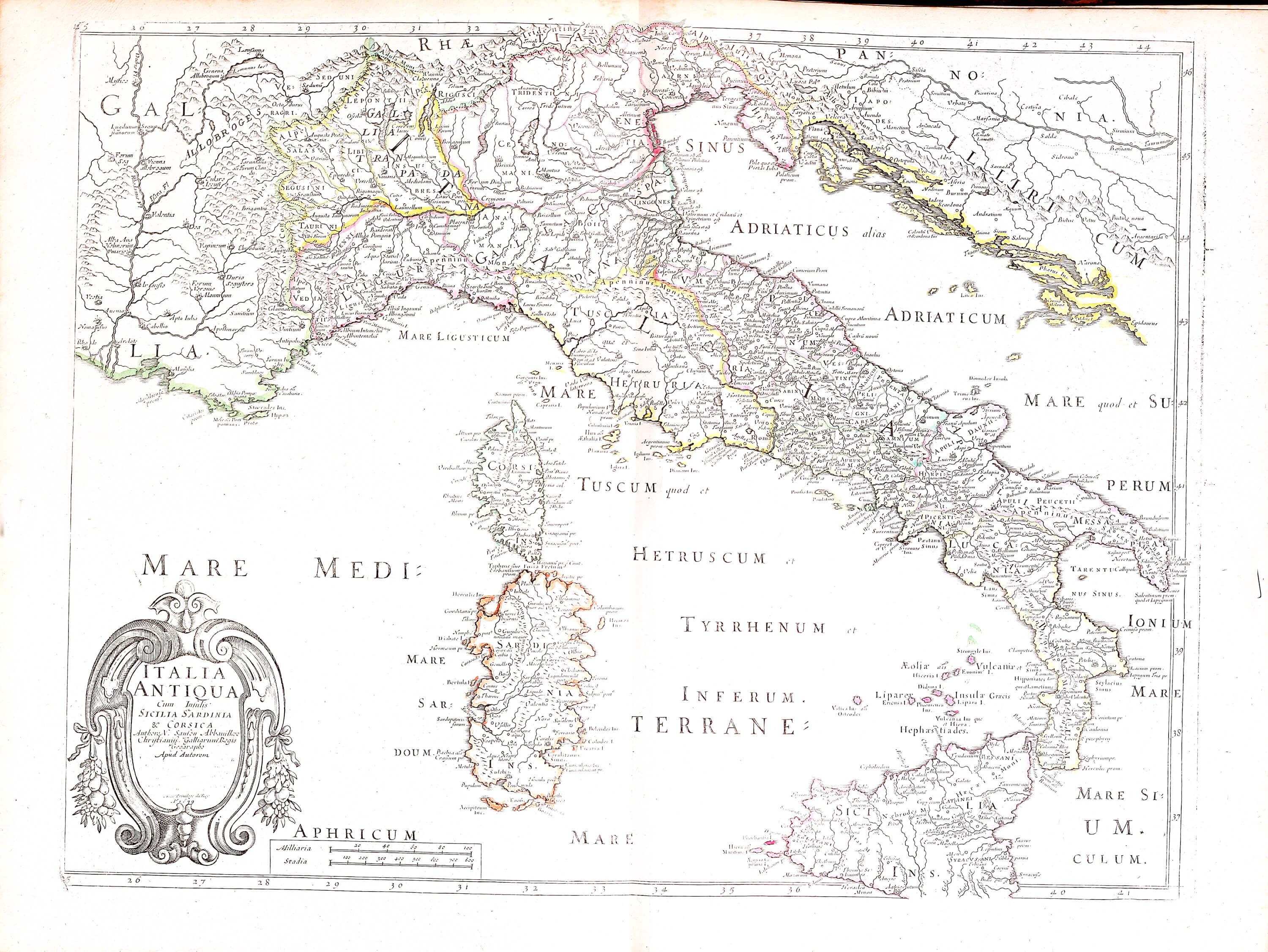
Нікола Сансон. Мапа Італії. 1651

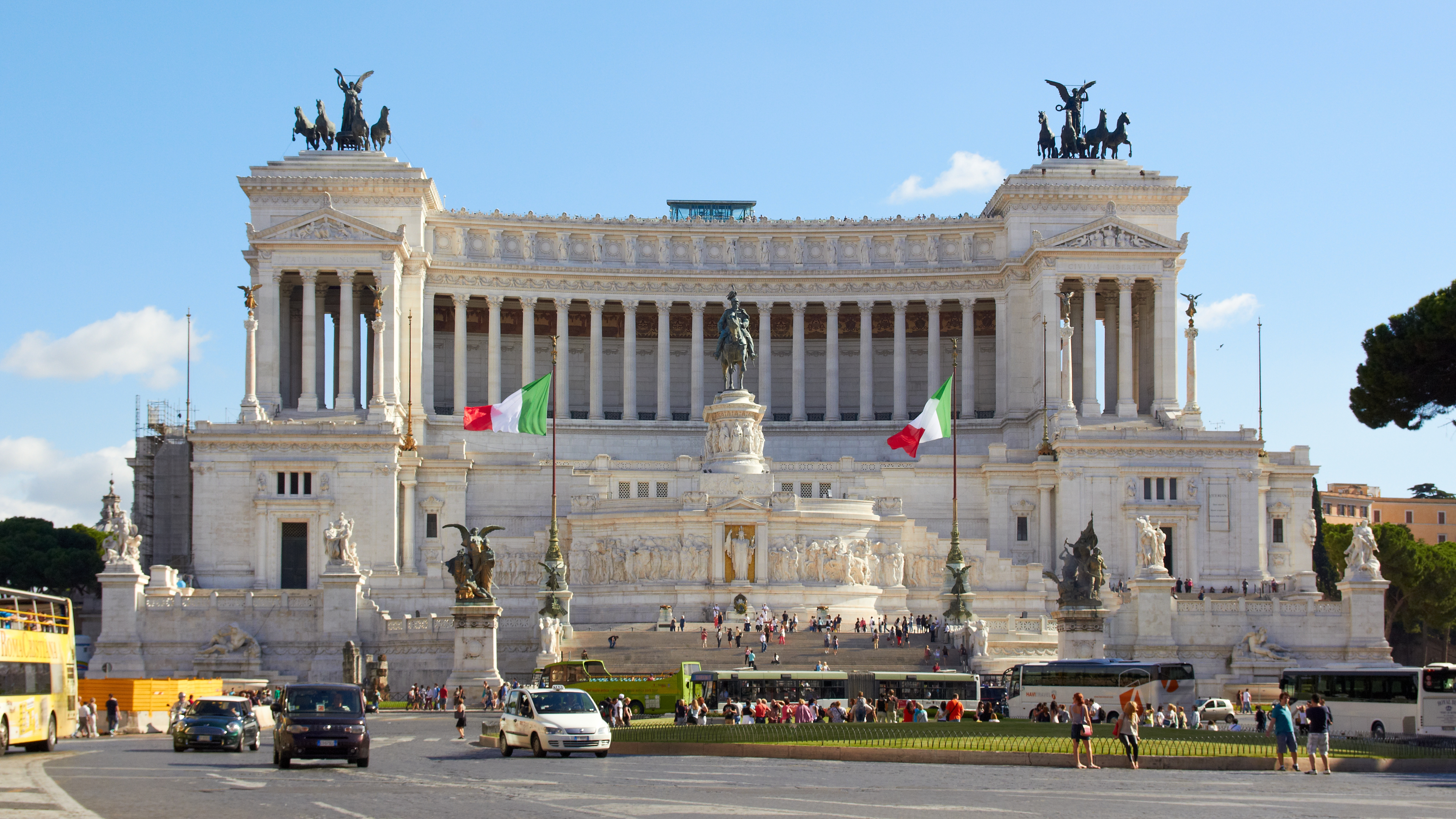
Вітторіано — монумент на честь першого короля об'єднаної Італії Віктора Еммануїла II.

Захоплення турками Константинополя та відкриття Америки негативно відбилося на становищі морських республік Італії. Від кінця XV ст. зазнала істотних змін структура морських європейських торговельних шляхів: з'явилися нові маршрути, на яких панувала Іспанія, і водночас були порушені традиційні — середземноморсько-чорноморські (контроль над ними встановила Османська імперія). Послабленням італійських міст-держав першим скористався король Франції Карл VIII Валуа, який у 1494 здійснив похід через весь Апеннінський півострів з півночі на південь і завоював Неаполітанське королівство. У 1500 у володіння французької корони потрапило також Міланське герцогство. У 1512 році Священна ліга (воєнно-політичний союз Іспанії, Англії, Венеції, Швейцарії та Папської держави) звільнила Італію від французького панування. Проте вже від 2-ї пол. XVI ст. владу на італійських землях, за винятком Венеційської республіки, Папської держави та Савойського герцогства, почав перебирати на себе мадридський двір. Іспанська присутність в Італії супроводжувалася масовими пограбуваннями, обтяжливими контрибуціями. Це призвело до того, що Італія втратила роль активного фактора тогочасної європейської політики. На її території Франція воює зі Священною Римською імперією, лютує інквізиція, жертвами якої стали Дж.-Ф. Бруно, А. Палеаріо, П. Карнезеккі та інші визначні мислителі й учені.
У XVIII ст. контроль над Італією перебрала Австрія, потіснивши іспанців, вона здобула Мілан, Неаполь, Парму, П'яченцу та о-в Сардинія (згодом був обмінений на Сицилію). Французька революція кінця XVIII століття докорінно змінила становище Італії. Вступ на територію Італії військ Наполеона Бонапарта (див. Наполеон I) призвів до утворення тут залежних від Франції республік — Цизальпінської, Римської, Лігурійської та Партенопейської. Проте їх існування було короткочасним. Невдовзі Наполеон Бонапарт приєднав до Франції П'ємонт, Лігурійську республіку, Парму, Тоскану, Церковну область, перетворив Цизальпінську республіку на Італійську, а потім на Італійське королівство, на трон якого й коронувався у 1805 у Мілані. Відповіддю на встановлення в Італії наполеонівського імперського режиму було утворення таємних визвольних товариств — карбонарів (див. Карбонарії).

### Рісорджименто

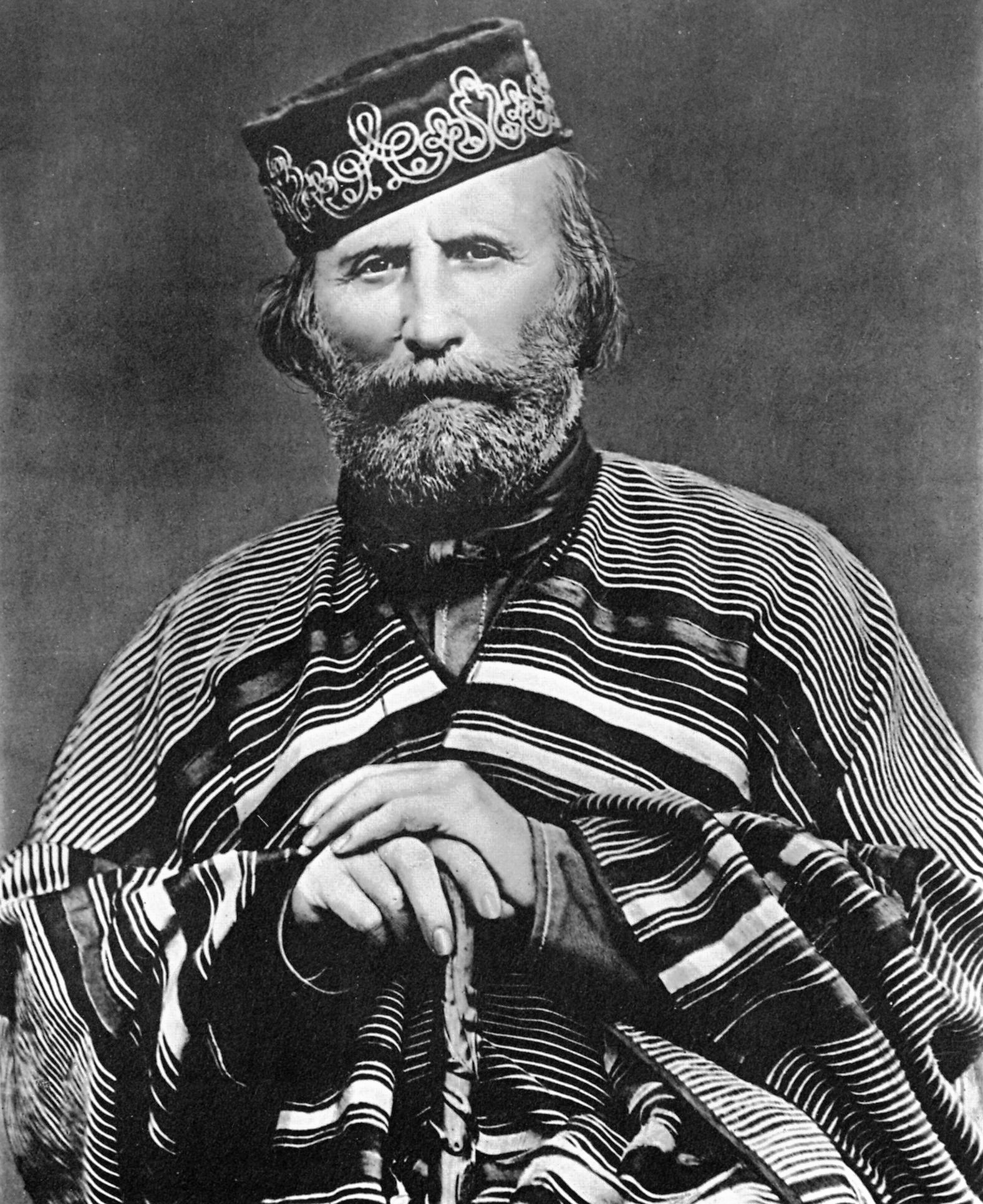
Національний герой Джузеппе Гарібальді

Крах імперії Наполеона I Бонапарта не приніс Італії сподіваної свободи. На її території, згідно з рішенням Віденського конгресу 1814—1815 років, було відновлено абсолютистські монархії, більшість яких потрапила у сферу австрійського впливу, а Ломбардо-Венеційська область включена до складу Австрії. Саме війська останньої у 1821 році потопили в крові карбонарські революції в Королівстві обох Сицилій і в П'ємонті.
У 1831 з ініціативи Дж. Мадзіні була створена нова патріотична організація на республіканських засадах — «Молода Італія», яка впродовж наступних десятиліть складала ядро національного руху під гаслами незалежності та об'єднання країни. У середині XIX ст. важелі впливу на об'єднавчий рух перейшли до рук поміркованих лібералів, які під керівництвом короля Віктора-Еммануїла II завершили створення єдиної Італії. у формі парламентарної монархії — Італійського королівства. Його столицею, після ліквідації Папської держави, було проголошено Рим (січень 1871).
Об'єднання прискорило процеси формування в Італії національного ринку, індустріалізації її економіки, впорядкування фінансової системи. Водночас збільшення податкового тягаря, малоземелля та безробіття змушували мільйони італійців, переважно селян, покидати рідні домівки й виїздити на заробітки до сусідніх країн Європи та до Америки.
Утверджуючи себе на міжнародній арені, Італійське королівство 1882 уклало спільно з Німеччиною та Австро-Угорщиною Троїстий союз; розпочало колоніальні загарбання в Африці (Сомалі, Еритрея). У своїх заморських експедиціях Італія наштовхнулася на сильний опір тубільного населення та в 1896 році зазнала поразки в Ефіопії. Прагнучи заволодіти ринками Близького Сходу, Італія розпочала 1911 війну проти Османської імперії й анексувала Лівію та Егейські острови.

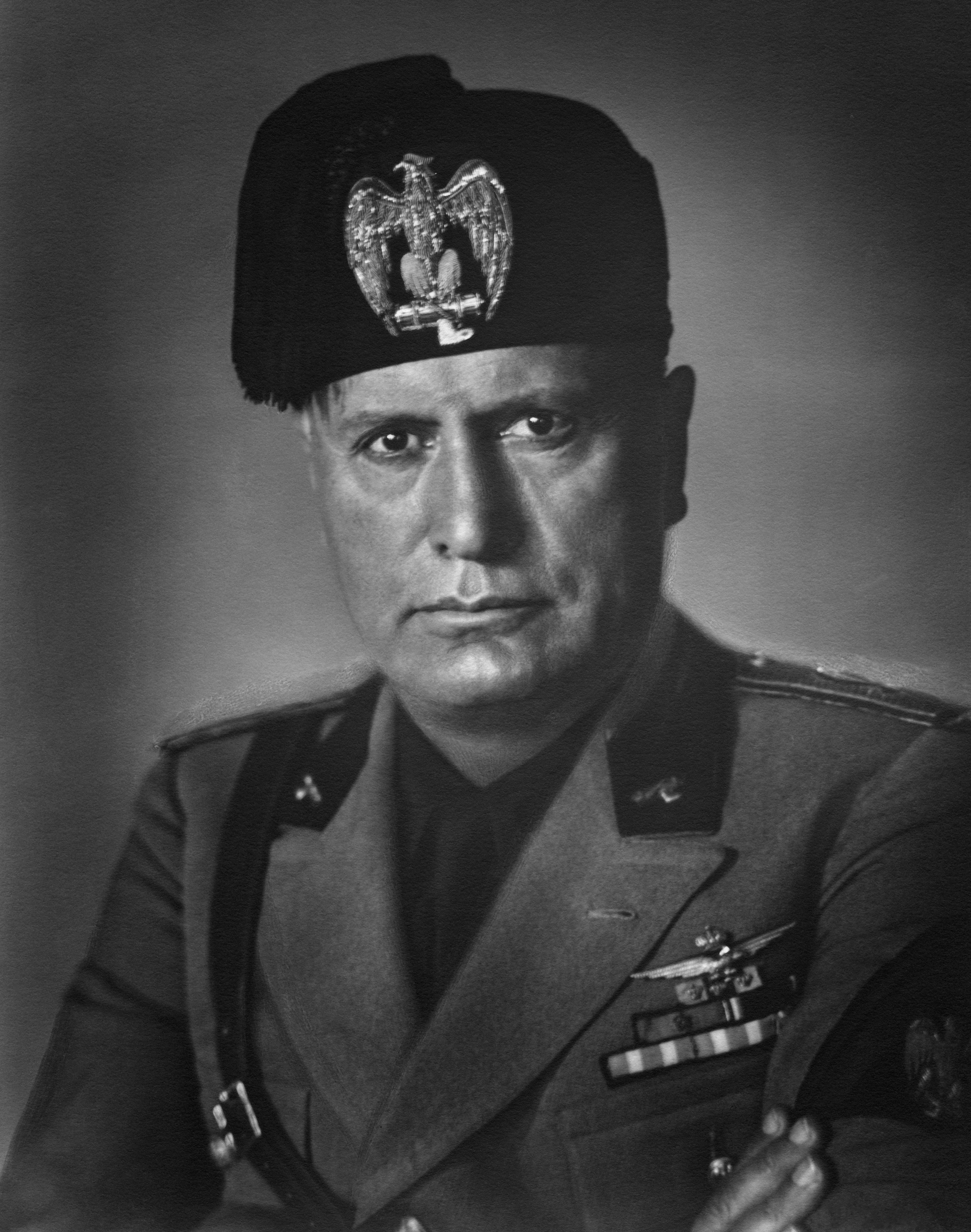
Беніто Муссоліні, дуче Італійського королівства

### Світові війни

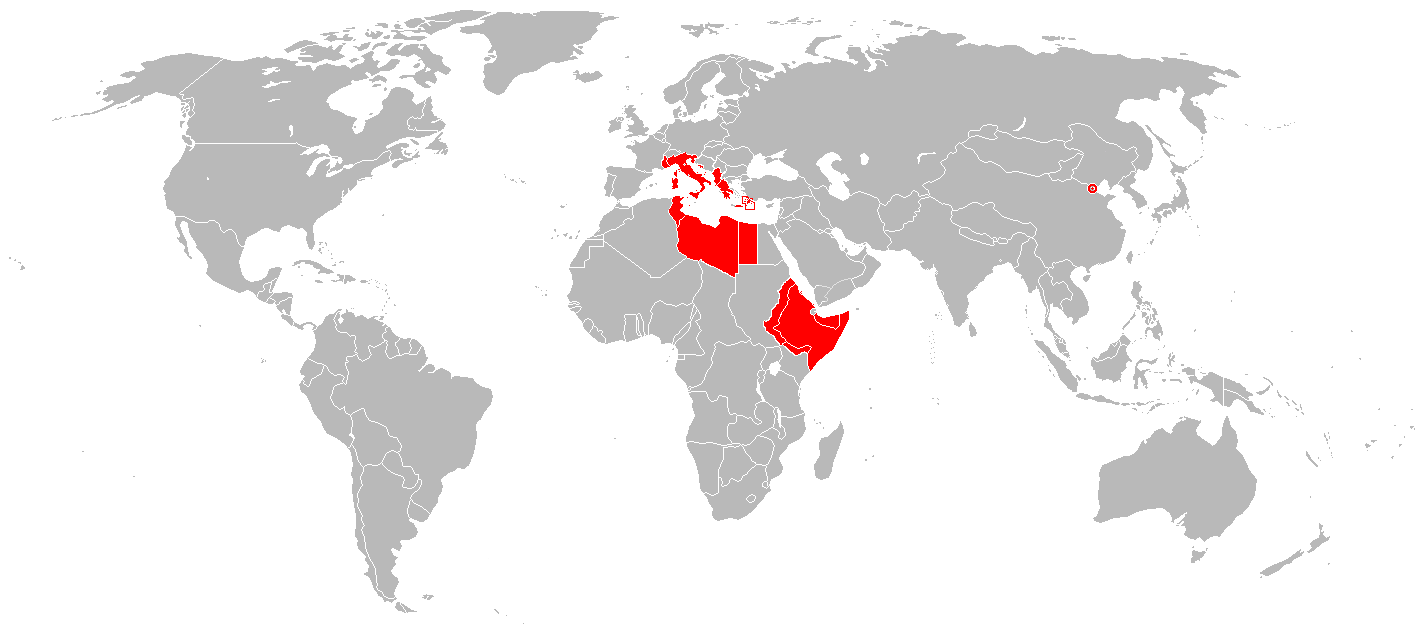
Італійська колоніальна імперія в 1942 році

З початком Першої світової війни, попри членство в Троїстому союзі, Італія утрималася від виступу на його боці й, після таємних лондонських угод з Антантою, у 1915 оголосила Австро-Угорщині війну, яка обійшлася італійському народові величезними людськими та матеріальними втратами. Після закінчення війни до Італії було приєднано Південний Тіроль, Трентіно та м. Трієст і навколишньою зоною. На початку 1920-х рр. країну охопили численні страйки та демонстрації, відбувалися захоплення робітниками заводів і фабрик, заворушення селян. На хвилі масового незадоволення робітників своїм становищем в Італії активізувалася фашистська партія на чолі з Б. Муссоліні. Організований нею 1922 «похід на Рим» завершився встановленням в Італії диктатури. Уряд Муссоліні продовжив імперську політику своїх попередників: у 1923 було зроблено спробу відірвати від Греції острів Корфу, у 1935—36 окуповано Ефіопію, пізніше вчинено агресію проти Албанії. У 1937 році Італія вийшла з Ліги Націй і 1939 уклала військово-політичний союз зі гітлерівською Німеччиною, на боці якої й узяла участь у Другій світовій війні. У 1940 італійська армія зайняла Грецію, окупувала значну частину Югославії. На Східному фронтові проти СРСР було направлено окремий експедиційний корпус, поповнений невдовзі та перетворений в армію. Поразками завершилися й намагання Італії утримати свої позиції в Північній Африці після висадки там англо-американських військ. У вересні 1943 Італія підписала акт про капітуляцію, але воєнні дії на її території між армією гітлерівської Німеччини та союзними військами антигітлерівської коаліції й підрозділами італійського Руху Опору продовжувалися до травня 1945.

### Сучасність
У 1946 році, за результатами референдуму, Італія стала республікою. У післявоєнний період країна сягнула високого рівня економічного розвитку, увійшовши до кола провідних держав-лідерів світу.
Після Другої світової війни на політичній арені вагоме місце зайняла Християнсько-демократична партія Італії (ХДП), яка формувала уряд у 1945—1981 і в 1987—1992.
У 1948 році пройшли парламентські вибори, які закріпили до 1953 року встановлення політичного домінування ХДП. У червні 1948 року прем'єр Де Гаспері підписав угоду із США про поширення на Італію «плану Маршалла».
У березні 1949 року Італія приєдналася до НАТО. У 1960 відбувається активізація неофашизму. У 1969 рік почалася так звана «Спекотна осінь» (боротьба за нові умови колективних договорів та розширення прав робітників організацій).
Наприкінці 1960-х — початок 1970-х, в Італії почалася боротьба проти злочинності та політичного екстремізму. В країні почали відбуватися численні терористичні акти, в багатьох містах регулярно відбувалися вибухи бомб, викрадення та вбивства політиків, бізнесменів, суддів, поліціянтів і журналістів. Протягом 1977 року в Італії налічується 2128 актів злочинів політичного спрямування. У 1978 році в Римі відбувся злочин світового масштабу — викрадення і вбивство терористами із «Червоних бригад» експрем'єр-міністра, голови Християнсько-демократичної партії Альдо Моро. У 1979 році в країні було влаштовано 2150 терактів. У серпні 1980 року стався найкривавіший теракт за всю післявоєнну історію Італії — терористи підірвали вокзал в Болоньї, в результаті чого загинули 85 осіб. Над Італією нависла загроза правої диктатури (подібно профашистському режиму «чорних полковників» в Греції), проте країна подолала кризу конституційним шляхом.
У 1980 році відбувся прихід до влади п'ятипартійної коаліції. У 1988 році за паритетом купівельної спроможності Італія подолала кризу, входячи за економічними показниками в десятку найрозвиненіших країн світу.
У січні 1991 року відбувся XX з'їздом ІКП і припиненням її існування (утворення Демократичної партії лівих сил і партії Комуністичного відтворення). 1991—1993 — перехід від пропорційної виборчої системи до мажоритарної; операція «Чисті руки» і криза традиційних урядових партій.
У 1993 році відбулося приєднання Італії до Мастрихтського договору. Різке посилення корупції у всіх ланках влади призвело до зміни виборчої системи. 4 серпня 1993 року набув чинності новий закон про парламентські вибори.
У 1994 році посаду прем'єр-міністра зайняв Сільвіо Берлусконі та займав цей пост із перервами до листопада 2011 року.
У 2007 році в Італії проведена масштабна реформа спецслужб. З 12 грудня 2016 року, після відставки Ренці, викликаної невдачею на конституційному референдумі, уряд очолює Паоло Джентілоні.

### Епідемія коронавірусу
У лютому 2020 року в Італії епідемія досить швидко поширилася із північних регіонів країни на всю країну. Спочатку карантин був введений тільки в деяких містечках півночі Італії, потім у північних регіонах і згодом, на всій території країни. Вже із середини березня 2020 року Італія вийшла за темпами поширення вірусу на третє місце у світі після Ірану, а потім і на друге після Китаю і в кінці березня на друге місце після США, обійшовши Китай. У країні найвища у світі смертність серед інфікованих — близько 8 %, в той час, як у Китаї близько 3 % і менше ніж 1 % в Німеччині. Таку високу смертність пов'язують із тим, що італійці дуже контактні люди та Італія має найстаріше населення на Землі після Японії. Абсолютна більшість померлих (за даними Bloomberg 99 %) мали хронічні хвороби. Причому середній вік померлих 79,5 років.
Станом на 21 березня 2020 року, в Італії було 50 тис. інфікованих і 4 тис. померлих. Це друге місце після Китаю за кількістю інфікованих і перше в світі за кількістю померлих.
Медична система Італії із середини березня перестала справлятися із великою кількістю хворих. До всього додалася проблема інфікування лікарів — близько 20 % лікарів виявилися хворими.

## Державний устрій
|                                      |                                          |
| Серджо Матарелла Президент з 2015 р. | Джорджа Мелоні Прем'єр-міністр з 2022 р. |

Згідно з республіканською Конституцією, що була урочисто прийнята 27 грудня 1947 і набула чинності 1 січня 1948, Італія є «демократична Республіка, що заснована на праці.
Вища влада належить народу, який втілює її у формах і межах, визначених Конституцією».

### Парламент
Починаючи з парламентських виборів 2022 року, після італійського конституційного референдуму 2020 року виборний двопалатний Парламент складається з Палати Депутатів з 400 членами (замість 600)
і Сенату Республіки з 200 членами (замість 315). Законодавча функція належить обом Палатам. Крім того, вони контролюють політику і діяльність виконавчої влади.
Парламент на спільному засіданні обирає Президента Республіки терміном на 7 років.
Обов'язком Президента Республіки є призначення Голови Ради міністрів (Прем'єр-Міністра), а також членів Кабінету Міністрів.

### Адміністративний поділ
Італія поділяється на 20 областей:
- Абруццо (1)
- Апулія (3)
- Базиліката (4)
- Калабрія (5)
- Кампанія (6)
- Емілія-Романья (7)
- Лаціо (9)
- Лігурія (10)
- Ломбардія (11)
- Марке (12)
- Молізе (13)
- П'ємонт (14)
- Тоскана (18)
- Умбрія (19)
- Венето (20)

з них 5 автономних областей:
- Валле-д'Аоста (2)
- Фріулі-Венеція-Джулія (8)
- Сардинія (15)
- Сицилія (16)
- Трентіно-Альто-Адідже (17)

Області поділені на 110 провінцій. Провінції своєю чергою поділяються на комуни. Загальна кількість комун — 8101. Області з особливим статусом (автономії) мають власні парламенти — обласні ради та уряди — джунти — які мають спеціальні повноваження в питаннях місцевого самоврядування.
| Область               | Столиця                   | Населення  | Площа (км²) | Густота (ос./км²) |
| --------------------- | ------------------------- | ---------- | ----------- | ----------------- |
| Ломбардія             | Мілан                     | 9 032 554  | 23 861      | 378,5             |
| Кампанія              | Неаполь                   | 5 701 931  | 13 592      | 419,5             |
| Лаціо                 | Рим                       | 5 112 403  | 17 210      | 297,1             |
| Сицилія               | Палермо                   | 4 968 996  | 25 701      | 193,3             |
| Венето                | Венеція                   | 4 527 694  | 18 390      | 246,2             |
| П'ємонт               | Турин                     | 4 214 677  | 25 398      | 165,9             |
| Апулія                | Барі                      | 4 020 707  | 19 364      | 207,6             |
| Емілія-Романья        | Болонья                   | 3 983 346  | 22 122      | 180,1             |
| Тоскана               | Флоренція                 | 3 497 806  | 22 990      | 152,1             |
| Калабрія              | Катандзаро                | 2 011 466  | 15 083      | 133,4             |
| Сардинія              | Кальярі                   | 1 631 880  | 24 090      | 67,7              |
| Лігурія               | Генуя                     | 1 571 783  | 5421        | 289,9             |
| Марке                 | Анкона                    | 1 470 581  | 9695        | 151,7             |
| Абруццо               | Л'Акуіла                  | 1 262 392  | 10 793      | 117,0             |
| Фріулі-Венеція-Джулія | Трієст                    | 1 165 761  | 7712        | 151,2             |
| Трентіно-Альто-Адідже | Тренто і Больцано (Боцен) | 940 016    | 13 599      | 69,1              |
| Умбрія                | Перуджа                   | 825 826    | 8454        | 97,7              |
| Базиліката            | Потенца                   | 597 768    | 9992        | 59,8              |
| Молізе                | Кампобассо                | 320 601    | 4438        | 72,2              |
| Валле-д'Аоста         | Аоста                     | 119 548    | 3266        | 36,6              |
| Загалом у Італії      |                           | 56 977 736 | 301 171     | 189,2             |

## Населення

### Етнічний склад
На території Італії проживають італійці, німці (в області Трентіно-Альто-Адідже мешкає німецька спільнота), французи (в області Валле-д'Аоста), словенці (в області Фріулі-Венеція-Джулія).
В багатьох італійців не можна знайти спільних фізичних особливостей. Це можна пояснити великим впливом людей різних національностей у минулому. Етруски в Тоскані, умбрійці та греки на півдні переважали кількістю римлян, які потім «латинізували» всю країну і зберегли єдність до V ст. Євреї прибули в Італію в часи Римської республіки та залишилися досі. Після зруйнування Західної Римської Імперії, Італія зазнавала численних вторгнень і колонізації, що неминуче впливало на етнічний склад. В той час як германські племена перетинали Альпи та оселялися на півночі, середземноморські народи, що прибували з моря, колонізували південь. Візантійці переважали на сході п'ять століть, збігаючись у часі з домінуванням лангобардів (германське плем'я) в Беневенто та інших частинах материку. В IX ст. сарацини, які залишалися тут до норманського вторгнення на почату XI ст. вдерлися на Сицилію. За норманами острів почали заселяти арагонці в 1282 р. В 1720 р. Сицилія потрапила під правління Австрії.
Цей змішаний етнічний спадок частково пояснює чому сицилійці світлоокі та світловолосі в оточенні темнооких і темноволосих народів. За винятком сарацинського панування, Королівство Неаполь, що займало нижчу частину півострова, має схожу ситуацію, тоді як північна частина Італії, відокремлена від сходу Папською Державою, піддавалась набагато більшому впливові австрійців. Етнічне змішування в Італії продовжується дотепер. Після 1970 р. до Італії почали з'їжджатися багато іммігрантів із країн, що розвиваються. Переважно жіноча міграція з Філіппін та інших азійських країн порівнюється з чоловічим припливом із північної Африки. Імміграція інших африканців та латиноамериканців також дуже значна, так само як і імміграція з деяких країн східної Європи. Загалом, понад один мільйон іноземців проживає на італійській території.
Див. також: Українська діаспора в Італії.

Поширення італійської мови у світі

### Мова
Офіційною мовою країни є італійська.
Англійську і французьку розуміють майже скрізь у готелях, ресторанах, у туристичних бюро. Німецьку — у першу чергу в курортних зонах на півночі.
Літературна італійська мова існує тільки з часів об'єднання Італії в 1860 р. Італійці повільно приймали літературну мову, говорячи переважно регіональними діалектами. Остаточне прийняття італійської мови завдячує в основному приходу телебачення, що з'явилося майже в кожному домі. Еміграція XIX—XX століть також зіграла вагому роль поширенню літературної мови: багато діалектів не мали письмової форми, зобов'язуючи італійців вчити італійську мову, аби мати можливість писати своїм родичам.
Досить значні мовні меншини розмовляють фріуланською, ладинською, сардською та німецькою мовами. Крім того, є компактні осередки поширення таких мов, як франко-провансальська, грецька, албанська й каталанська.

### Демографія

#### Чисельність населення
- 1990 — 57657 тис.
- 1998 — 57600 тис.
- 2001 — 56590 тис.
- 2009 — 60088 тис.
- 2011 — 60720 тис.

Незважаючи на різноманіття історичних доль населення складових частин Італії, воно етнічно однорідне. У прикордонних районах живуть невеликі групи сусідніх народів. Найбільша — австрійсько-німецька група (близько 300 тис. осіб) у Південному Тіролі (область Трентіно-Альто-Адідже)

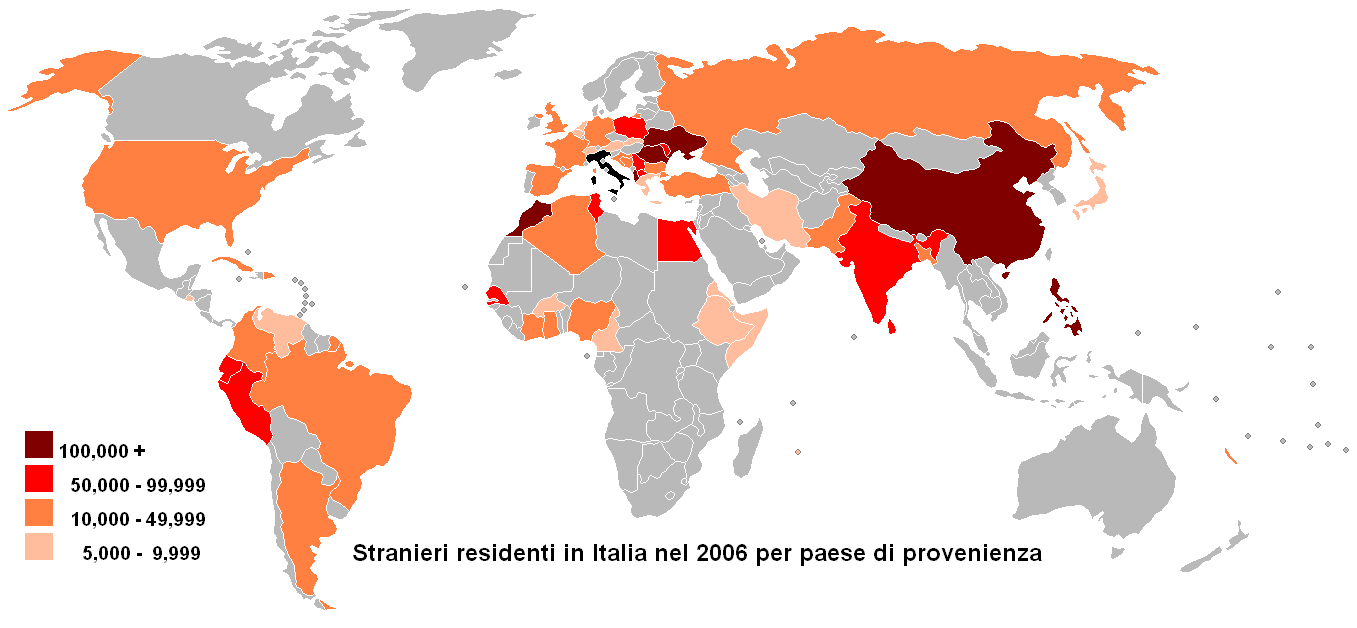
Італія є домівкою для тисяч імігрантів з усього світу

Італійська мова, першоосновою якої була стародавня латина, належить до романської групи індоєвропейської мовної сім'ї. Віросповідання більшості жителів — католицизм.
Демографічні показники населення Італії зараз є однотипними з показниками інших індустріально розвинених країн. Але зближення їх відбулося недавно. Швидкий ріст населення, безземелля і безробіття наприкінці XIX ст. перетворили Італію на країну постійної еміграції. За 1860—1970 рр. за кордон перемістилося 9 млн осіб, найбільше до США, Аргентини й Бразилії. Еміграція відбувається і нині.
Серед внутрішніх міграцій найбільшими є переміщення населення з аграрного Півдня до промислової Півночі та з сільської місцевості взагалі — в міста.

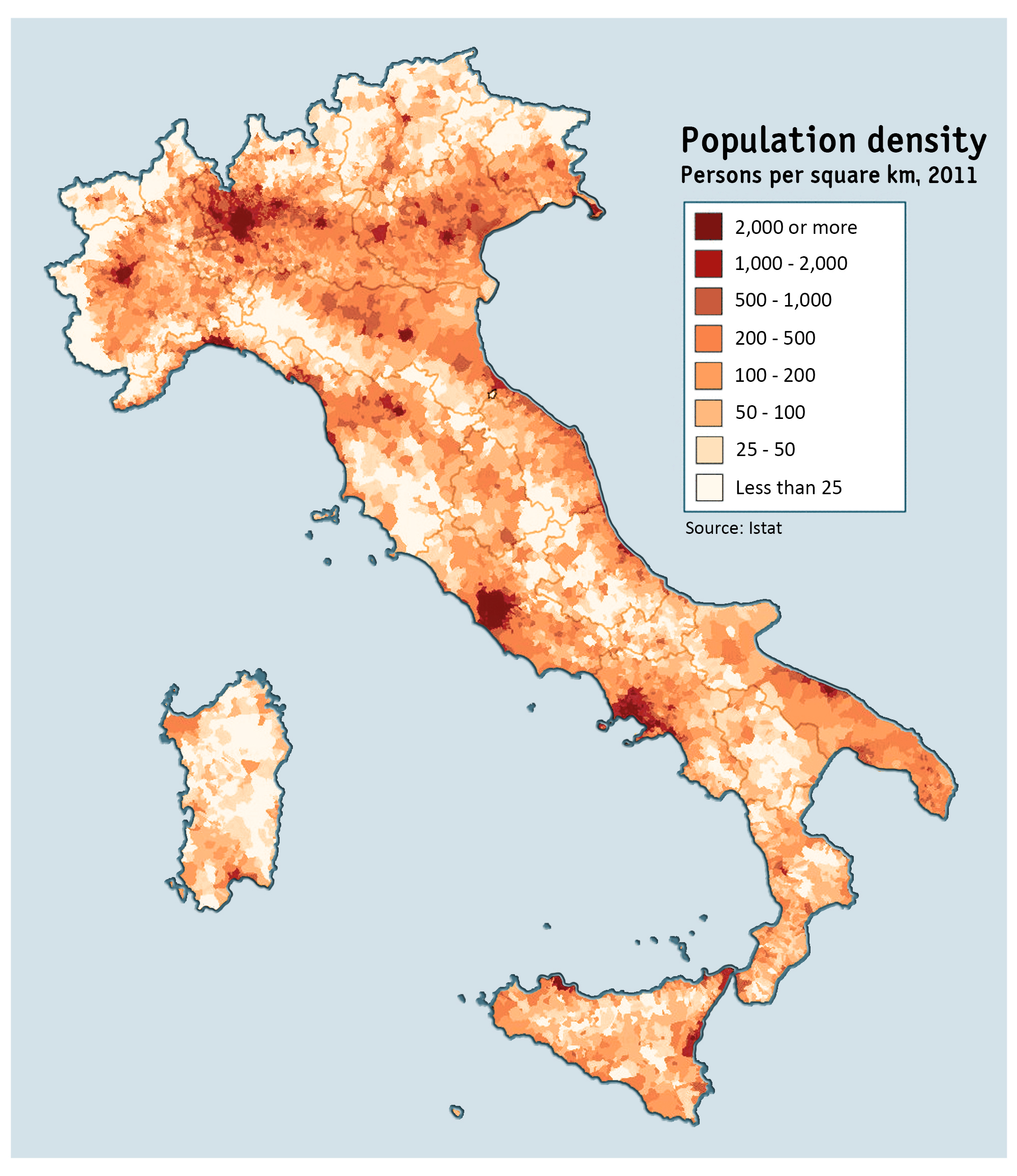
Густота населення за даними перепису 2011 року

#### Густота населення

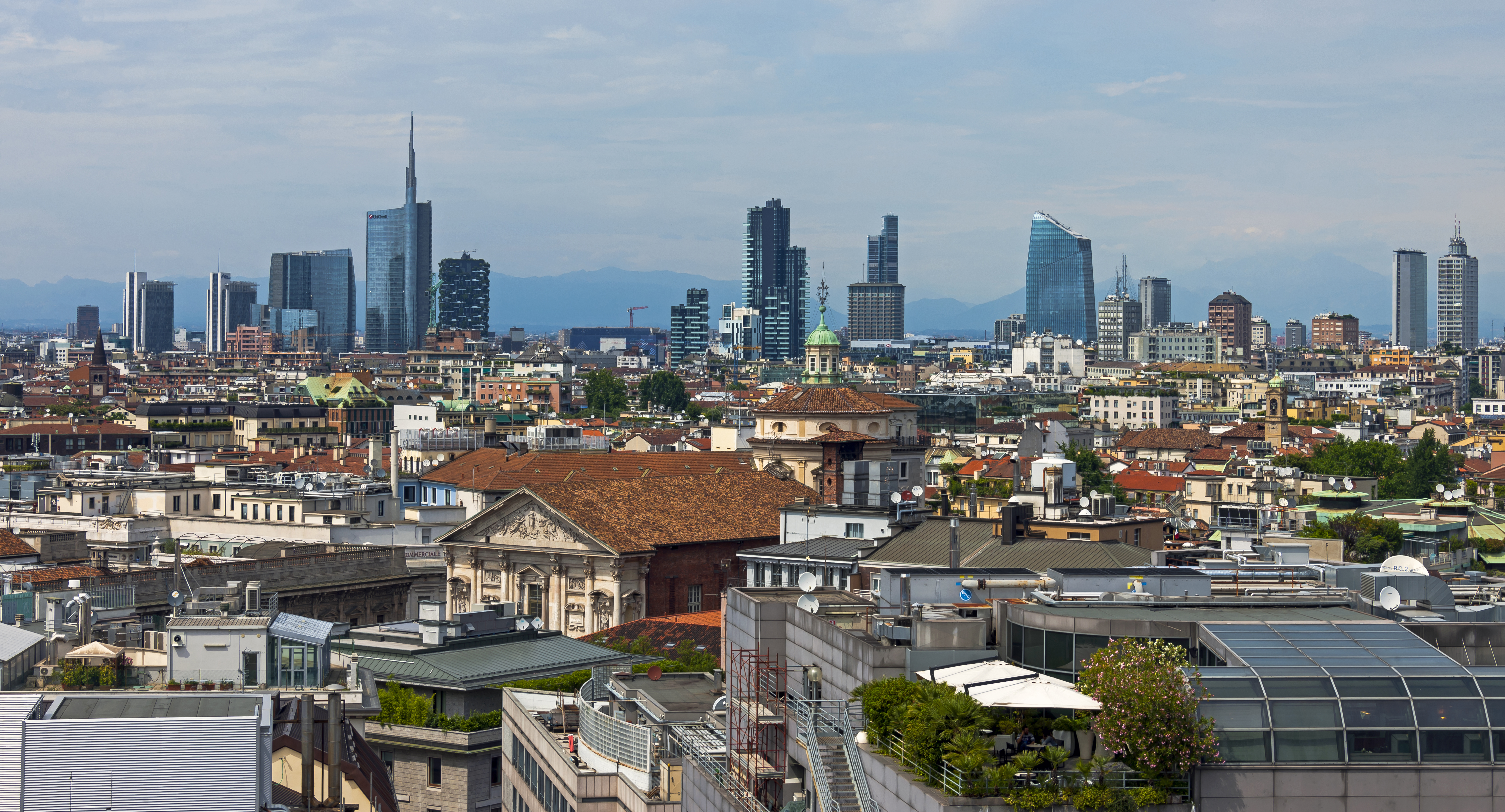
Мілан

Населення Італії дуже нерівномірно розподілене по країні, середня щільність його — 189 осіб на 1 км². Найбільш густонаселені регіони Італії — рівнини Кампанії, Ломбардії й Лігурії, де на один км² припадає понад 300 жителів. Це пояснюється сприятливими умовами для розвитку тут інтенсивного землеробства, різноманітної промисловості, портової діяльності й туризму. Особливою скупченістю населення відрізняється провінція Неаполь у Кампанії, де на 1 км² сконцентровано 2531 людина. Гірські ж райони населені набагато рідше. Тут щільність населення падає до 35 осіб на 1 км² у посушливих і економічно слаборозвинених областях Сардинії та Базилікате щільність населення — 60 осіб на 1 км². Містами-мільйонерами є Рим, Мілан, Неаполь і Турин. Міста, як правило, давні, багато з них існують понад два тисячоліття.

#### Урбанізація
Міське населення становить 67 %.
У сільській місцевості переважають села, на Півночі — хутори. Найбільші міста:
| Номер п/п | Місто     | Область        | Населення |
| --------- | --------- | -------------- | --------- |
| 1         | Рим       | Лаціо          | 2 870 493 |
| 2         | Мілан     | Ломбардія      | 1 331 586 |
| 3         | Неаполь   | Кампанія       | 989 598   |
| 4         | Турин     | П'ємонт        | 899 291   |
| 5         | Палермо   | Сицилія        | 676 527   |
| 6         | Генуя     | Лігурія        | 594 254   |
| 7         | Болонья   | Емілія-Романья | 385 435   |
| 8         | Флоренція | Тоскана        | 379 102   |
| 9         | Барі      | Апулія         | 321 687   |
| 10        | Катанія   | Сицилія        | 315 052   |
| 11        | Венеція   | Венеція        | 264 919   |
| 12        | Верона    | Венеція        | 259 941   |

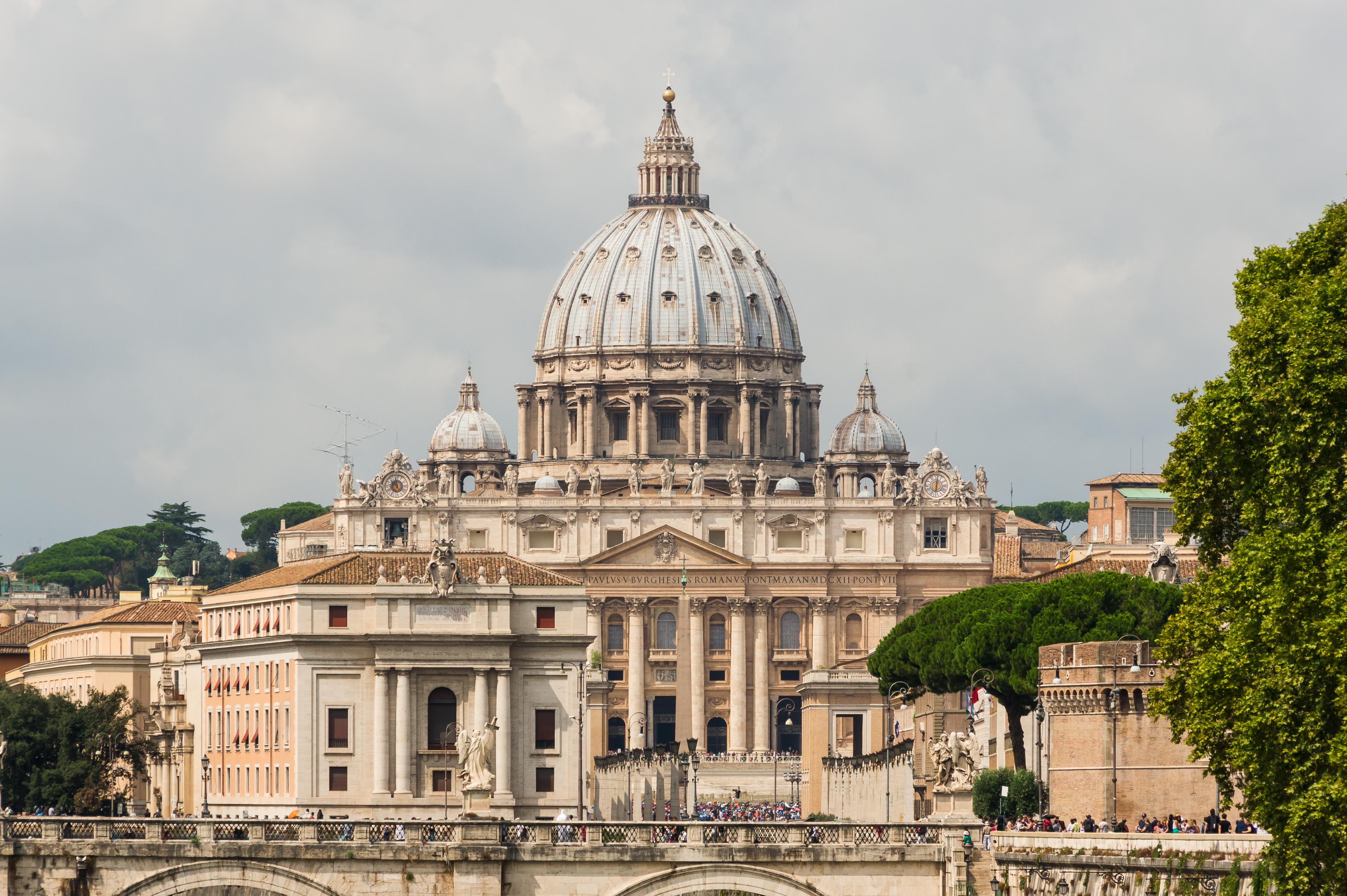
Базиліка святого Петра, Рим

Дані ISTAT наведено на 31 серпня 2014 року. Вони засновані на перепису населення 2011 року і виправлені за офіційними демографічними даними (італ. bilancio demografico).

### Релігія
Більшість вірян належать до християнської церкви, в Італії переважає католицька релігія на чолі з Папою: її центр — Ватиканська держава в Римі. В 1984 р. був прийнятий конкордат, який скасовував примусове релігійне навчання в школах та зменшив фінансовий внесок держави до церкви. Близько 225 000 чол. вважають себе протестантами, в тому числі лютерани, методисти та баптисти. Вони всі є членами Об'єднання Євангельських Церков у Італії (Federazione delle Chiese Evangeliche in Italia).
Кількість євреїв різко зменшилася в період Другої світової війни через нацистське переслідування. В 1987 р. єврейська громада одержала спеціальні права, які дозволяли не працювати у священний день відпочинку та святкувати всі свої свята.

## Економіка
Італія — високорозвинена індустріально-аграрна країна, яка за обсягом промислового виробництва на межі XX—XXI ст. входить у число 10 найрозвиненіших країн світу. Основні галузі промисловості: машинобудівна, текстильна і швейна, залізо- і сталеливарна, хімічна, харчова, моторобудівна, туризм. Найважливіший сектор економіки Італії — обробна промисловість. Транспорт — залізничний, автомобільний, морський, повітряний. Гол. морські порти: Генуя, Трієст, Венеція, Неаполь. Повітряний транспорт є важливим засобом пересування на території Апеннінського півострова, для зв'язку з островами. Нарівні з великими міжнародними аеропортами в Римі, Мілані та Неаполі існує багато невеликих аеропортів на материку та островах.

### Промисловість
Енергетика. Італія залежить від імпорту енергоресурсів. Він досягає 4/5 її потреб, проти 1/2 у середньому в Західній Європі. Особливо велика роль належить імпортній нафті (приблизно 70 млн т на рік). Власний її видобуток — 5 млн т, природного газу — 60 млрд м3. З 220 млрд кВт·год виробленої протягом року електроенергії на ГЕС припадає 1/5. Атомна енергетика не розвинена. Водночас «Энциклопедия стран мира» (с. 235) зазначає, що Італія входить до четвірки країн-виробників сталі, феросплавів, електроенергії, цементу та інших видів продукції важкої індустрії.
Нафту і природний газ видобувають на Паданській низовині. Численні невеликі ГЕС побудовані на лівих притоках річки По, які беруть свій початок в Альпах. Пунктами прийому нафти та нафтопереробки є Ґенуя і Трієст, від яких ідуть трансальпійські нафтопроводи в Німеччину, а також невеликі портові міста на Півдні. Важливою подією стало введення в експлуатацію транссередземноморського підводного газопроводу, який з'єднав алжирські газопромисли з материковою Італією через Туніс і Сицилію. Підводна його частина має довжину 160 км.
Обробна промисловість. Після Другої світової війни Італія зробила великий крок у розвитку обробної промисловості. Це не тільки провідна, а й сучасна і комплексна сфера її матеріального виробництва. Характерними рисами, у порівнянні з іншими головними розвиненими країнами, є низька частка високотехнологічних виробництв і висока трудомісткість галузей, які виготовляють споживчі товари тривалого і короткочасного користування. Це наслідок молодості італійської промисловості, поразки Італії в другій світовій війні, наявності дешевої робочої сили.
Відповідним є і склад промислового експорту: сталь, автомобілі, судна, побутова електротехніка (морозильники, кухонні печі, пральні посудомийні та швейні машини), конторське обладнання (друкарські й лічильні машини), тканини, одяг, взуття, пластмасові вироби та меблі. Вивіз і ввіз сталі та автомобілів майже однакові, але як експортер і, відповідно, виробник побутової електротехніки, одягу і взуття Італія займає провідні позиції в Західній Європі. Одночасно італійські експортні виробництва зазнають все більшої конкуренції з боку нових індустріальних країн із дешевшою робочою силою. Розміщення обробної промисловості має такі загальні риси. Найбільша концентрація промислового виробництва характерна для Півночі при зростанні останнім часом ролі Центру. Значну роль у розміщенні підприємств і галузей відіграв історичний чинник: попереднє ремісниче виробництво, ресурси енергії та сировини, які тепер уже вичерпані, бідність сучасної сировинної бази та імпорт необхідних ресурсів.
Італія виплавляє 25 млн т сталі та 230 тис. т алюмінію на рік. У виробництві сталі вагоме значення імпортного скрапу. Найбільшими центрами чорної металургії стали агломерації Ґенуї, Неаполя, міста Пйомбіно (Тоскана) і Таранто (Апулія). Ще не так давно в металообробці та машинобудуванні домінували Мілан, Турин і Ґенуя. Поступово ці галузі поширились на північний схід, а тепер і в Центр. Значними машинобудівними центрами стали Брешія, Венеція, Трієст, Болонья, Флоренція і навіть Рим і Неаполь. Автомобільна промисловість Італії відома автомашинами «ФІАТ» (фабрика італійських авто Турина), гоночними машинами, моторолерами та мопедами. Головним центром автомобілебудування залишається Турин. Щорічно випускається до 2 млн автомобілів.
Хімічна промисловість Італії зародилась у Ломбардії, і нині там знаходиться чимало її підприємств. Крім того, з'явилися нові центри нафтохімії на Півдні та частково в Центрі. Виробництво синтетичних волокон стало важливою галуззю. Легка і меблева промисловість, які представлені невеликими підприємствами, зосереджені в місцях виникнення, тобто на Півночі, але й для них характерне зміщення в Центр, де оплата праці нижча. Модні вироби (одяг, взуття, меблі) є невеликою, але престижною частиною італійської промисловості.

### Сільське господарство

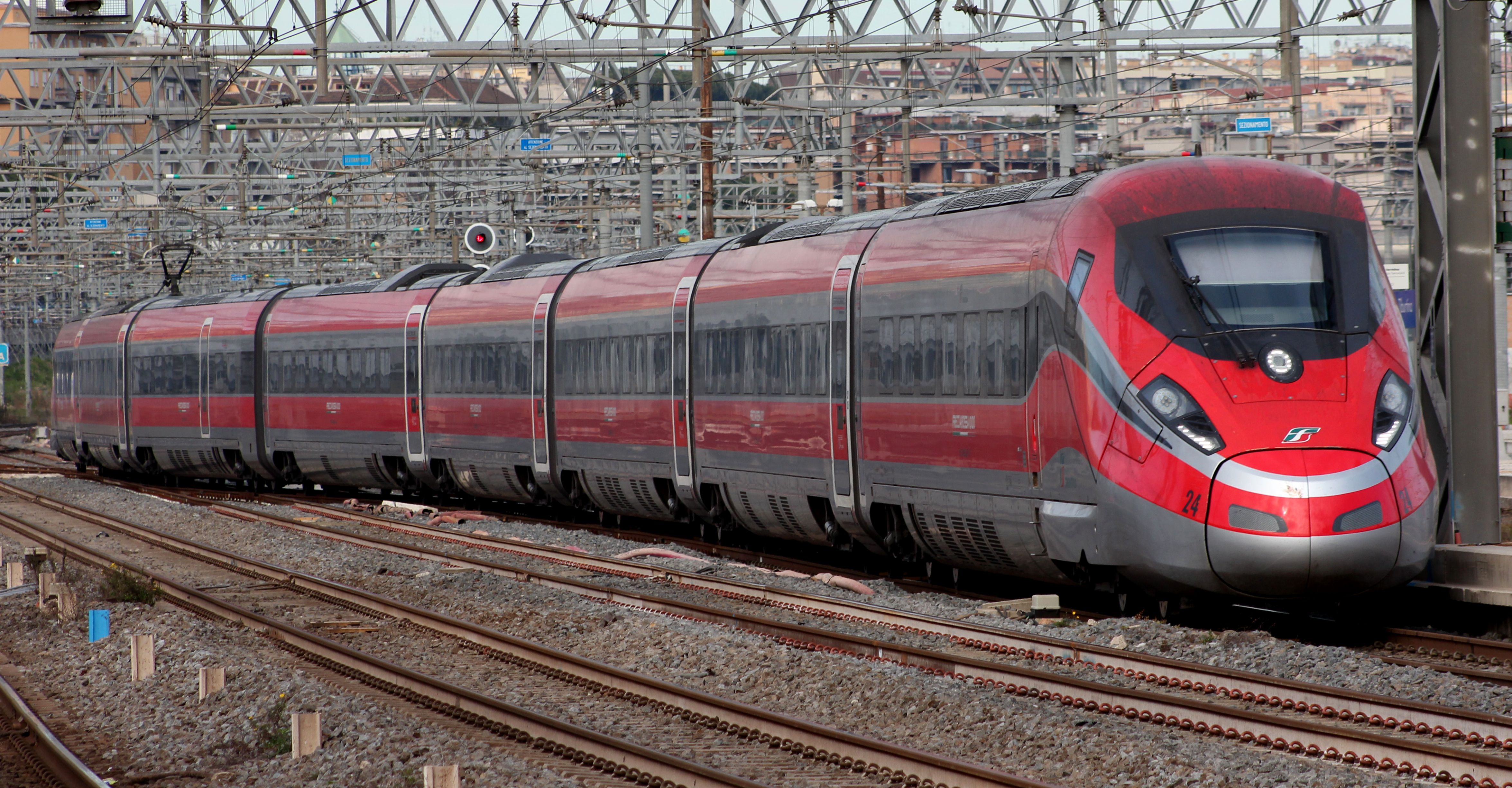
Італійський потяг Frecciarossa 1000, найшвидший у ЄС (400 км/год)

За стандартами ЄС, сільське господарство Італії недостатньо ефективне. Середній розмір ферм — 7 га. Малі господарства малопродуктивні й малотоварні. Використовується чимало маргінальних (крайніх за своїми характеристиками) земель. До багатих і розвинених сільськогосподарських районів можна віднести Паданську низовину та західне узбережжя між Ліворно і Неаполем. Тут зосереджена переважна частина зрошуваних земель (усього їх в Італії 3 млн га). Південь і острови надзвичайно посушливі влітку, місцеві ґрунти бідні, можливості для зрошення мінімальні. Зовнішня торгівля продуктами сільського господарства для Італії дефіцитна.

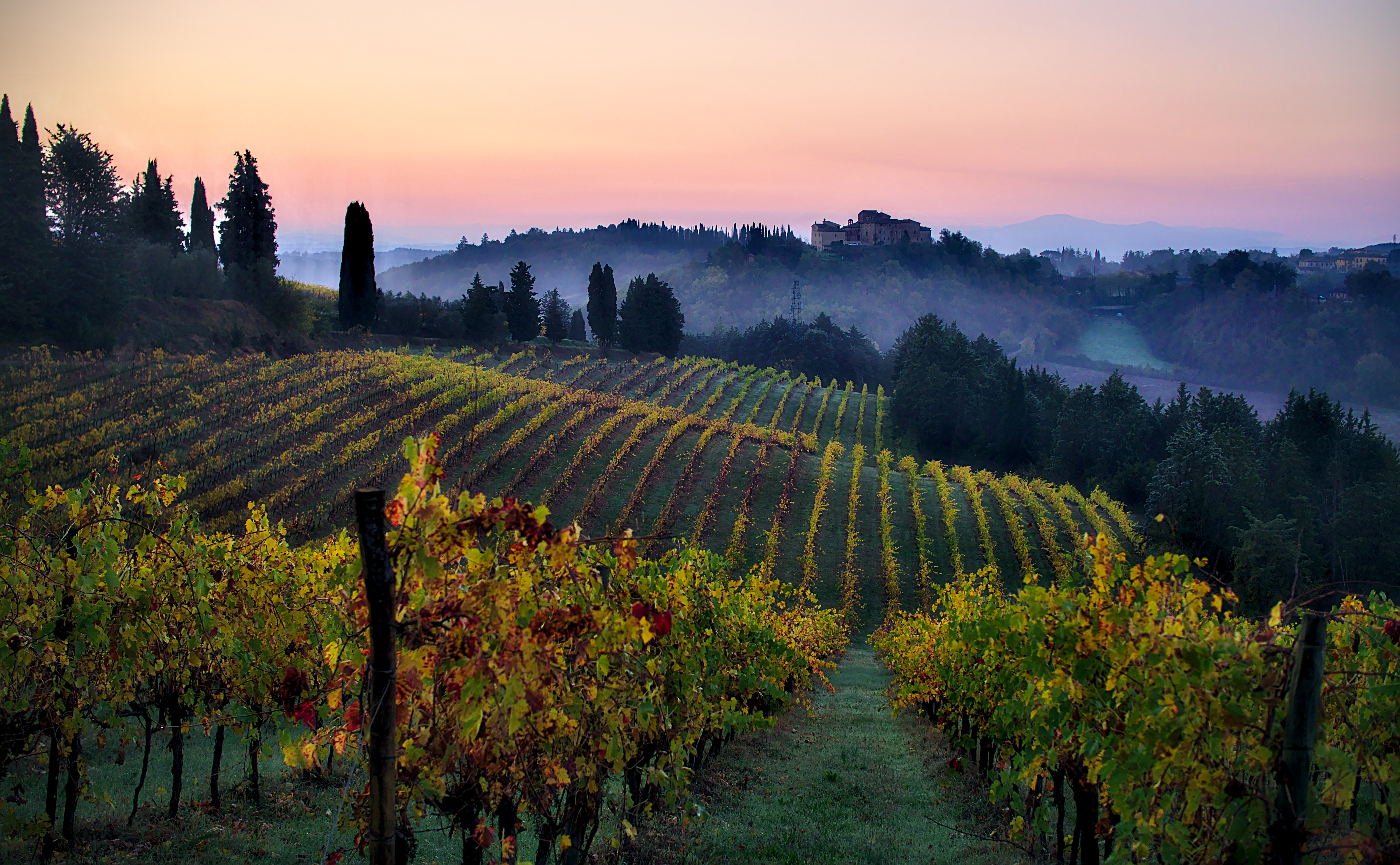
Виноградники Тоскани. Італійська кухня добре відома у всьому світі.

На відміну від Північно-Західної Європи, в сільському господарстві Італії домінує рослинництво. На першому місці за вартістю в ньому стоять так звані «середземноморські продукти». Природне середовище для них сприятливе саме на півострові й островах. Овочів (і ранніх, і пізніх) тут вирощують більше, ніж у Великій Британії, Франції та Німеччині разом узятих. Найбільше значення має культура томатів. Італія є великим виробником і експортером (як правило, перше або одне з перших місць у світі) також фруктів, особливо груш і персиків, апельсинів, лимонів, винограду й вина. Разом з Іспанією вона утримує першість у вирощуванні оливок, але олія є продуктом внутрішнього споживання. Виробництво вина, якість якого, у порівнянні з французькими винами, нижча, і олії зосереджене здебільшого на фермах. Середземноморські продукти домінують у сільськогосподарському експорті. В територіальному плані вони займають прибережні частини Апеннінського півострова та острова Сицилія.
Італія є важливим виробником зерна. Вирощують пшеницю, кукурудзу, ячмінь і рис. Значні площі зайняті під цукровими буряками та картоплею. Це культури Паданської низовини. Щоправда, тверда пшениця для виготовлення макаронів (макарони з томатною пастою є найпоширенішою стравою італійців) культивується в межах Півдня. Власної пшениці не вистачає, її імпортують. Рис Італія експортує в інші країни Європи.
В міру економічного розвитку країни все більшого значення набуває тваринництво, хоча умови Середземномор'я для нього не можна вважати сприятливими. Розводять велику рогату худобу, свиней, овець, кіз, птицю. Італія є значним виробником м'яса й сиру. Частина продуктів тваринництва, включаючи вовну, а також кормове зерно, імпортується. М'ясо-молочне тваринництво зосереджене переважно на Півночі, вівчарство — в Апеннінських горах і на островах.
Щорічний вилов риби у межах 0,6 млн т, заготівля лісу становить 9 млн м3. Лісопродукти, включаючи папір, імпортуються.

### Транспорт
Транспорт Італії є розвиненим і комплексним. Найбільше значення мають автомобільний, залізничний, трубопровідний і морський. Суперавтостради Італії (вони тут почали будуватися вперше і звідси їх назва) відповідають найкращим міжнародним стандартам. Використовуються 25 млн легкових і 2 млн вантажних автомобілів. Італія має великий морський флот, а її авіакомпанія «Аліталіа» — серед найбільших у світі. Головними вузлами внутрішніх і міжнародних сполучень є Рим і Мілан, морськими портами — Ґенуя, Трієст і Венеція.
Специфікою транспортної системи Італії є такі її риси:
- Найщільніша мережа транспортної інфраструктури на Півночі.
- Італія є морською країною, але порти півострівної частини, за винятком Неаполя, невеликі, бо не мають значних хінтерландів. Будівництво нових спеціалізованих портів не змінює становища.
- Залізниці й автостради півострова за своїми напрямками та густотою фактично повторили мережу стародавніх римських доріг, включаючи й славнозвісну Аппієву дорогу між Римом, Неаполем і Бриндізі.

Для сполучень із рештою Європи важливе значення мають узбережжя Рив'єри, тунелі під Монбланом та перевалом Фрежюсом, перевали й тунелі Сен-Бернар, Сімплон, Сен-Ґотард і Бреннер. Найдовшим є Симплонський залізничний тунель — 19,8 км. Поромні переправи з'єднують півострів з островами Сицилія і Сардинія та з Грецією. Існує проєкт будівництва моста або тунелю через Мессінську протоку.

### Туризм

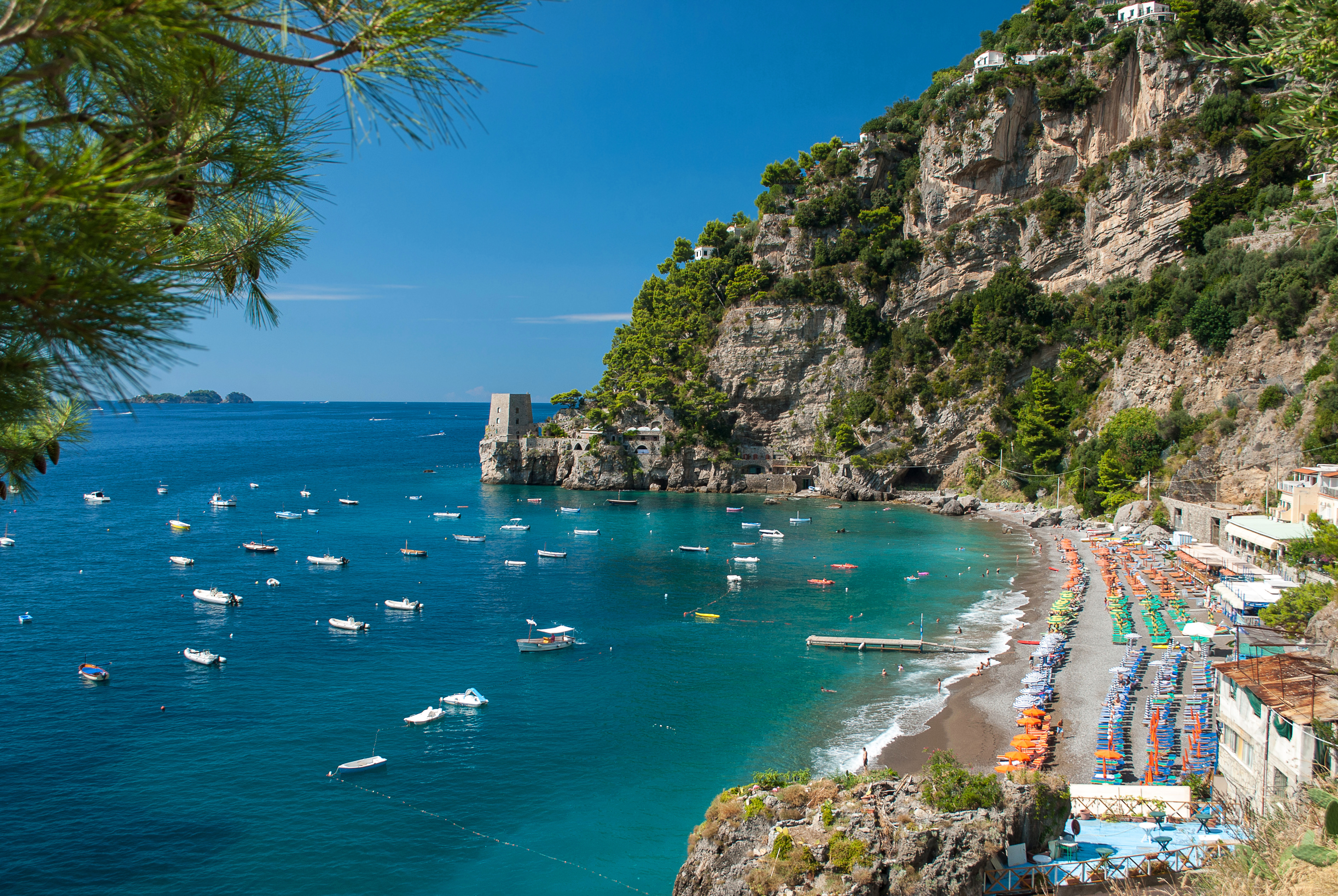
Амальтифанське узбережжя, об'єкт світової спадщини ЮНЕСКО та популярне місце відпочинку

За оцінками фахівців, Італія являє собою туристський продукт вищого ступеня досконалості: міжнародна статистика відводить їй почесне місце у п'ятірці найрозвиненіших із погляду туризму країн світу, оскільки на вказану країну припадає 6 % усього туристичного «обігу» нашої планети. Всесвітньо відома історія Італії, краса її природи, твори мистецтва, культурні пам'ятники, релігійні свята, мода й італійський стиль життя, вино й гастрономія — ось ті ключові пункти, які зробили Італію важливим туристичним центром світового рівня. 12 % італійського ВВП формує сектор туристичних послуг, який таким чином є однією з основних галузей національної індустрії. В Італії склалася добре організована система прийому туристів. Інші туристські об'єкти — природні парки, центри проведення конгресів, транспорт, пляжі, фунікулери, авто- і залізниці, порти й аеропорти, ресторани, дискотеки, гірські траси, мінеральні джерела тощо у загальній розгалуженій і розподіленій по всій території Італії мережі утворюють, разом із державною туристичною організацією (у національному масштабі, а також на обласному й місцевому рівнях) систему прийому та розміщення туристів у Італії. Італійські області мають у своєму розпорядженні незліченну кількість автономних спортивних споруд і розважальних комплексів, стадіонів, гімнастичних залів, басейнів, ковзанок і велодоріжок, танцювальних залів й атракціонів, церков і монастирів, замків і фортець, цирків шапіто й цілодобових критих павільйонів, площ й обладнаних приміщень для проведення громадських видовищних заходів за всіх пір року, картами, маршрутами, прогнозами погоди, календарями виставок і подій, традицій, шопінгу, довідниками послуг.
Ця галузь має надзвичайно велике значення в житті Італії. За масштабами туризму країна стоїть на першому місці у світі (понад 50 млн іноземних туристів протягом року). Туристів приваблюють і сонячні пляжі Середземномор'я, і краєвиди, і зимові види спорту в Альпах. Італійська Рив'єра в Лігурії є одним цілим із французькою, її доповнюють пляжі Сардинії та Адріатики.
Італія має першокласну туристичну інфраструктуру і стабільну клієнтуру — жителів Північно-Західної Європи. У порівнянні з Францією іноземний туризм в Італії є молодшим (за віком туристів), дешевим (за середніми їхніми витратами). Величезний наплив туристів має і негативні наслідки. Багато пляжів забруднено, виникла загроза збереженню творів мистецтва.

## Культура
Внесок Італії до європейської та світової культурної спадщини є надзвичайно великим. На сьогодні у країні знаходиться найбільша у світі (60) кількість пам'яток ЮНЕСКО.

### Архітектура
Докладніше: Архітектура Італії

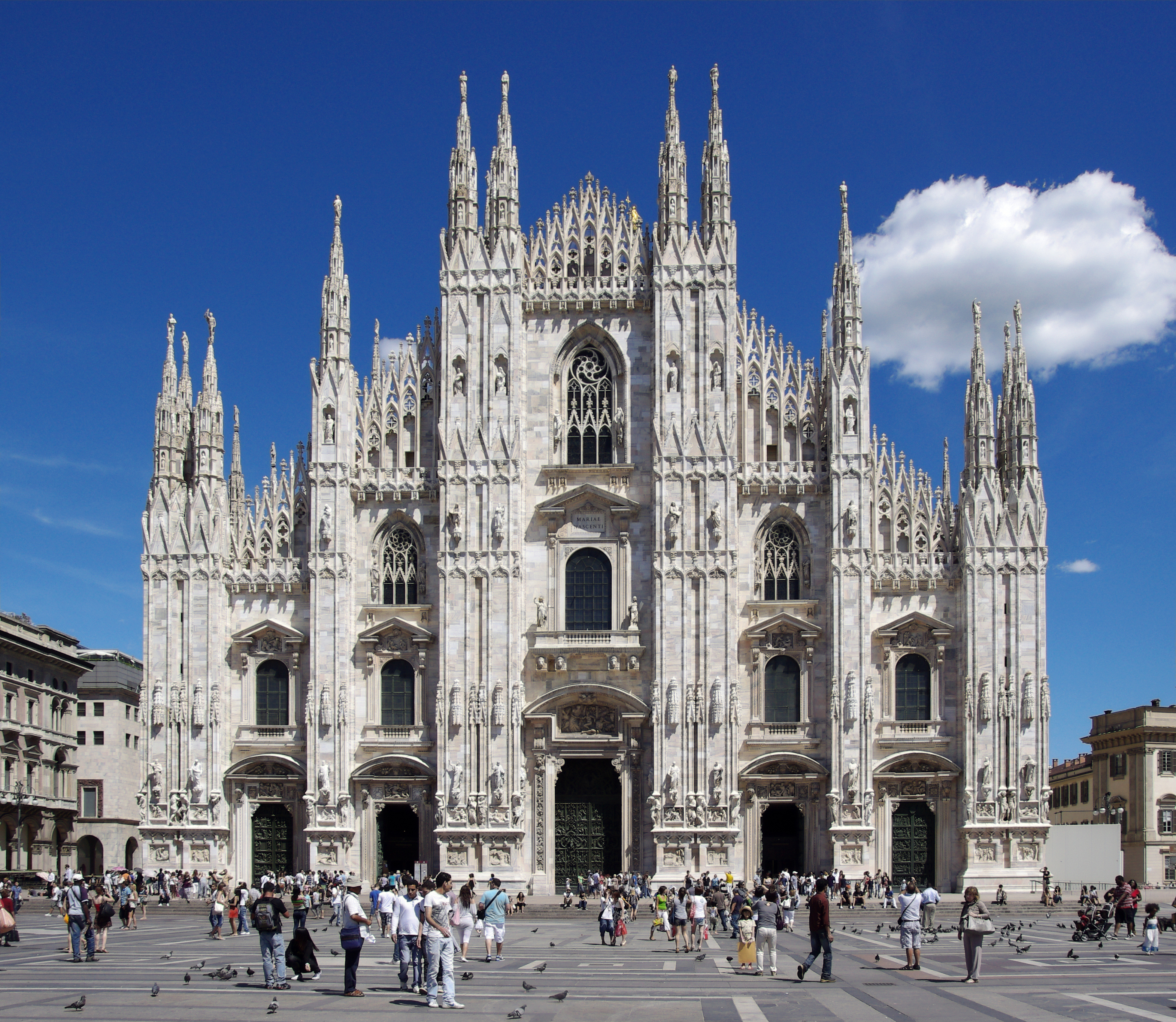
Міланський собор, зразок стилю готики

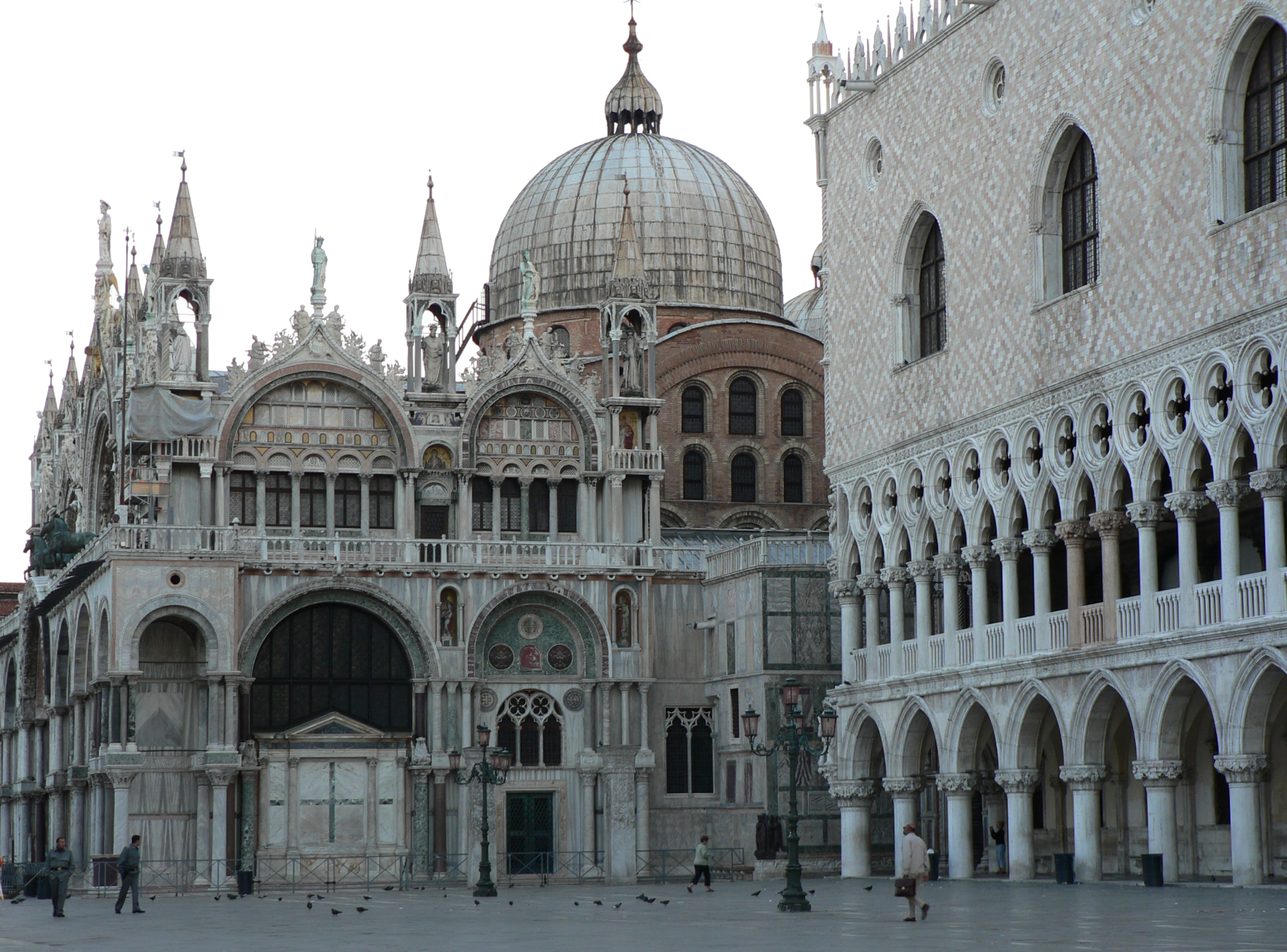
Базиліка святого Марка у Венеції

Сієна, Катедральний собор

Флоренція, Санта-Марія-дель-Фйоре

Італійська архітектура виникла і в прямому і в переносному значенні на руїнах Стародавнього Риму.
Провідна роль в архітектурі середньовічної Італії належала церковній архітектурі. Найпоширенішим типом будівлі цієї епохи була базиліка. Найбільш проґресивним, не тільки в Італії, але й в усій Західній Європі була архітектура Ломбардії.
В XI ст. на базі розвинутих феодальних відносин в Італії з'являється романський стиль. Як і раніше домінує монументальна церковна архітектура, але в зв'язку з великим ростом міст розвивається будування міських стін, веж, башт, ратуш. Із будинків того періоду ми можемо назвати базиліки Сант-Амброджо у Мілані (XI ст.), Сан-Дзено у Вероні (1120—1138), собори в Модені (1099—1106).
У Венеції та на півдні Італії був значний вплив візантійських майстрів, який особливо посилився після завоювання хрестоносцями та венеційцями Константинополя в 1204 році. У Венеції на місці церкви X століття було споруджено відомий собор Сан-Марко.
Особливе місце займало мистецтво передової Токсани, де міста вже з середини XI століття домоглися повної самостійності.
В архітектурі цього часу важкий романський стиль поступово замінюється новим, динамічнішим та гнучкішим стилем готика, який набув в Італії своєрідних рис, менш гострих форм у порівняні зі зразками Франції чи Німеччини. Арки майже завжди мали напівкруглу форму, архітектурний образ перейнятий спокоєм.
В готичному стилі будувались собори в Сієні (XIII ст.), Орв'єто (1285), у Флоренції (почалось будування в 1296). В північній Італії будувались розкішні церкви, які нерідко відрізнялись своїми величезними розмірами: Сан-Франческо у Болоньї, Сант — Антоніо в Падуї, собор у Мілані. Готика захоплює також і громадянське будівництво — Палаццо Веккіо (1298) і лоджія деі Ланци у Флоренції, Палаццо Публіко (1245) в Кремоні, та ще велика кількість палаців у Сієні, Орв'єто, Флоренції.
В XIII—XIV століттях своєю творчість виділяються такі видатні архітектори, представники флорентійської школи, як Арнольфо ді Камбіо та Андреа де Понтдера, який ввійшов в історій під іменем Андреа Пізано, та Андреа ди Чоне, відомий під іменем Андреа Орканья. В скульптурних та архітектурних працях Андреа Пізано поєднував проторенесансну ясність композицій із готичною стилізацією форм. Він керував будівництвом кампаніли (дзвіниці) флорентійського собору та спорудженням соборів в Орвієто (1347—1348). Орканья також брав участь у будівництві соборів в Орв'єтота Флоренції (1359—1367).
В XV столітті італійська архітектура остаточно виходить з-під опіки церкви, пройнялася світським духом. Спираючись на античний та проторенесансний спадок, визначний італійський архітектор, скульптор та вчений Філіппо Брунеллескі (1377—1446) заклав основи всієї архітектурної епохи Відродження. На перевагу попередній епосі, провідним типом будівлі стає Палаццо — палац, міський маєток заможної родини. Ця світська будівля мала великий вплив і на церковне зодчество. Композиція фасадів із їх спокійними, простими, прямими лініями будувалась на основі ретельно продуманій раціоналістичної системи пропорцій. Лоджії та галереї надавали особливу легкість внутрішньому двору будівлі, і без того наповненому світлим та радісним настроєм. Споруди Бурллескі виражали нові гуманістичні ідеали, та відрізнялись гармонійністю, ясністю просторових рішень, легкістю та витонченістю.
Серед праць майстра назвемо купол собору Санта-Марія делль Фйоре (1420—1436), капелу Пацці, Палаццо Пітті.
Через століття Джорджо Вазарі зробить висновок про те, що саме цей майстер прийшов у світ, щоб «надати нову форму архітектурі, яка збилася зі шляху і блукала в пітьмі такий довгий час».
Учнем Філліпо Брунеллескі був архітектор та скульптор Мікелоццо ді Бартоломео (1396—1472). Він продовжив традиції, закладені вчителем, розвиваючи та удосконалюючи стиль доби Відродження. Найвидатнішою працею цього архітектора — палаццо Медічі Ріккарді у Флоренції (1444—1459). Він також побудував ряд вілл на околиці Флоренції.
Поряд із Брунеллескі та Мікелоцці, однією з найвідоміших фігур раннього відродження є Альберті Леон-Баттіста (1404—1472). Як і багато інших талановитих людей доби Відродження, він був людиною універсального спрямування. Альберті займався філософією, етикою, правом, математикою, економікою, поезією, музикою, живописом, скульптурою, архітектурою, залишив своїм нащадкам багату кількість праць на латинській та італійській мовах. Першим в історії італійського Відродження цей дивовижний майстер став гуманістичним ідеалом «універсальної людини». Він творив у Флоренції, Феррарі, Ріміні, але на відміну від його попередників не керував будівництвом, а лише створював проєкти споруд та спостерігав за ходом роботи. Споруди Альберті уособлювали собою еволюцію поглядів доби Відродження. Так, на приклад, Палаццо Руччелаі (1446—1451) у Флоренції відрізнявся гладеньким фасадом, пишно декорованим обрамленням порталів та вікон, втративши фортечну міць і замкненість споруд попередньої доби середньовіччя.
Також діяльність архітекторів італійського похождення була активною і за межами самої Італії особливо у XVIII—XIX століттях. Так наприклад споруди Києва: Андріївська церква та Марійнський палац побудовані Франческо Бартоломео Растреллі, Червоний корпус Київського національного університету імені Тараса Шевченка побудований Вінченцо Беретті, Гостиний двір побудований Луїджі Руска.

### Образотворче мистецтво
Римська школа, Венеційська школа, Неаполітанська школа, Болонська школа, Генуезька школа, Флорентійська школа, Брешианська школа, Феррарська школа, Сієнська школа, Умбрійська школа
Найвідоміші художники:
- Леонардо да Вінчі
- Рафаель Санті
- Мікеланджело Буонарроті
- Тіціан

### Музика

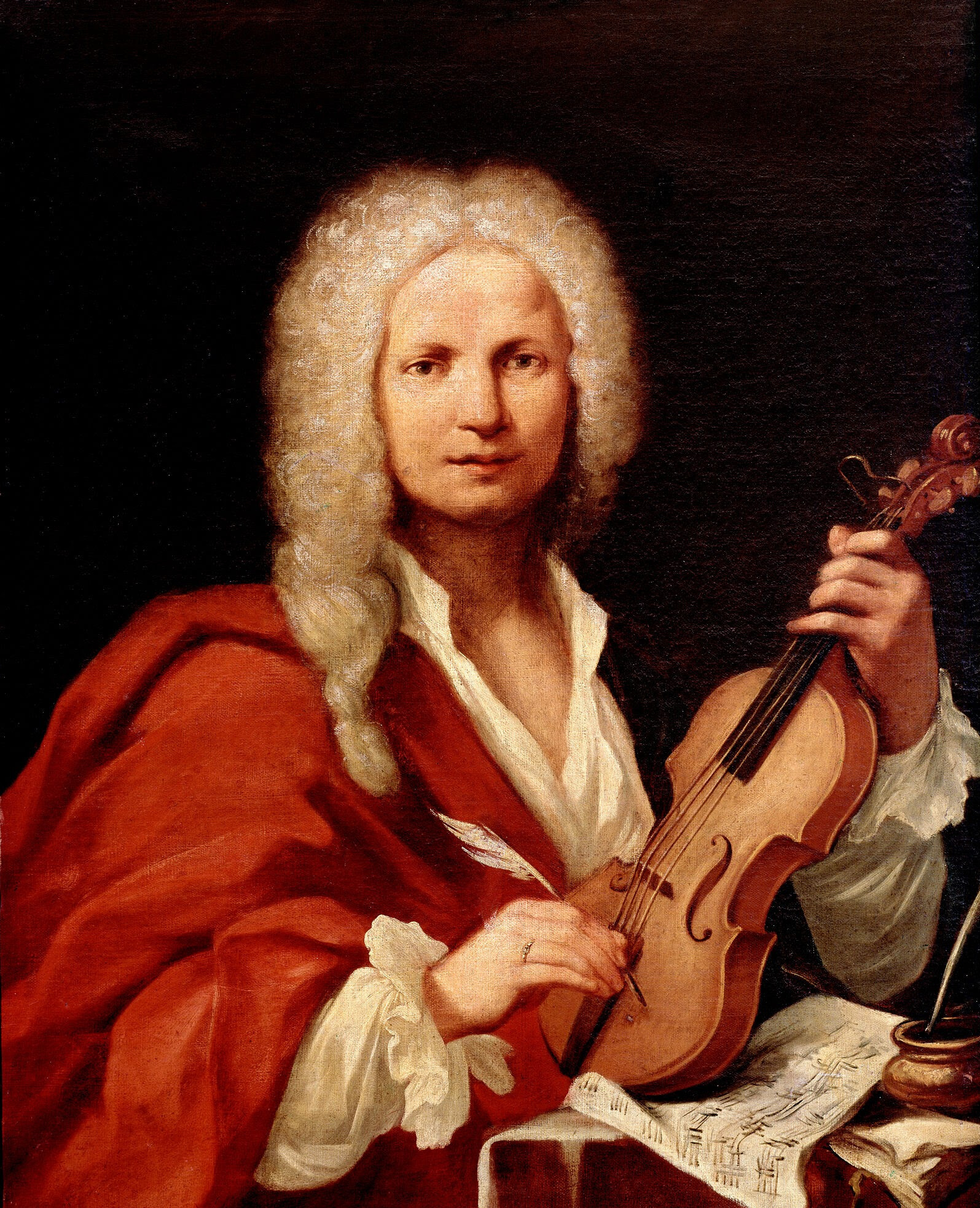
Антоніо Вівальді

Докладніше: Музика Італії
- Римська школа
- Венеційська школа

Класична:
- Антоніо Вівальді
- Нікколо Паганіні
- Джоаккіно Россіні
- Джузеппе Верді
- Лучано Паваротті
- Андреа Бочеллі

Естрада:
- Адріано Челентано
- Тото Кутуньйо
- Аль Бано і Роміна Павер
- Рікардо Фольї
- Роберто Дзанетті
- Пупо
- Ricchi e Poveri

### Кінематограф

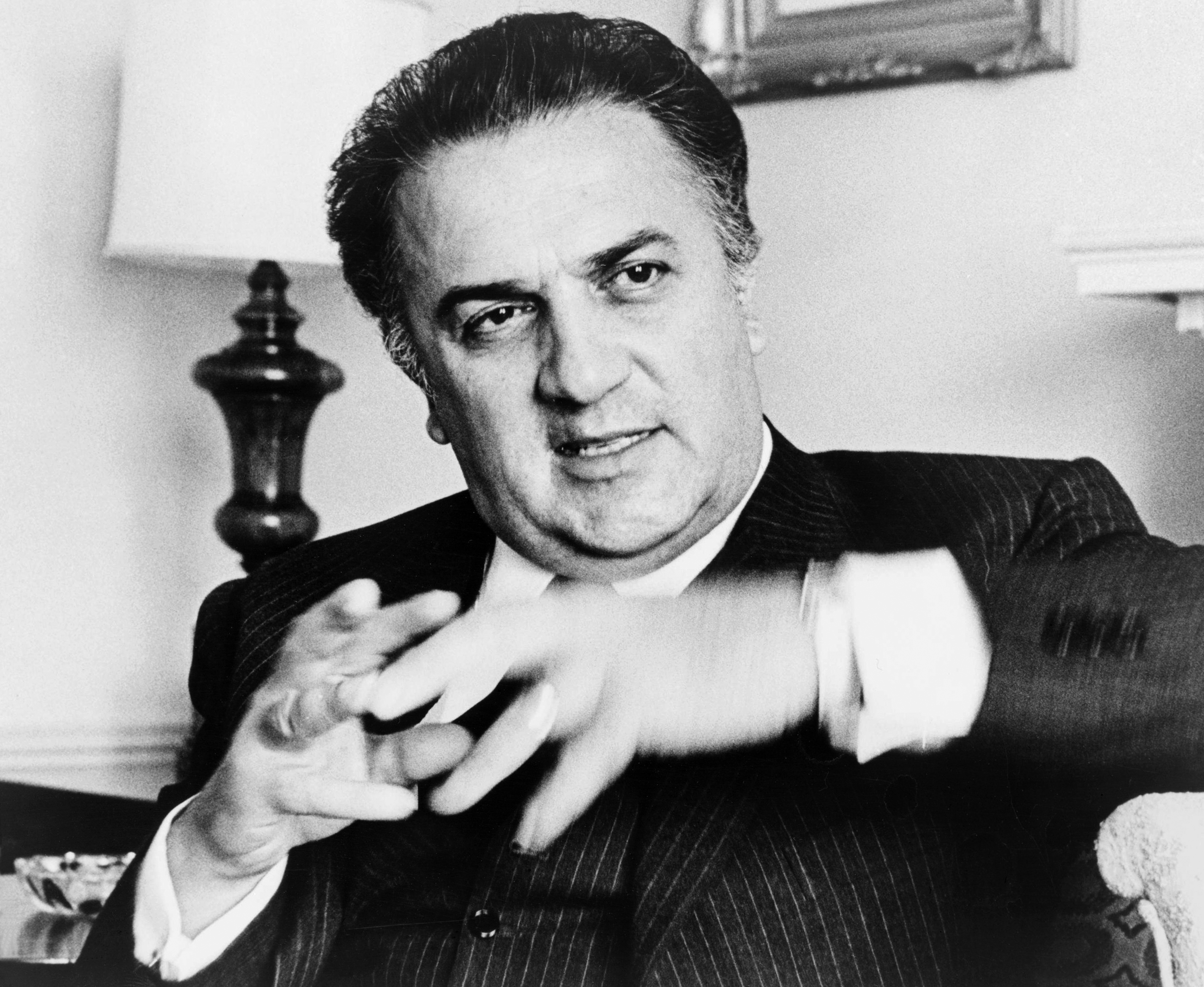
Федеріко Фелліні

Італійські кінокартини здобули всесвітнє визнання в період по Другої світової війни, що сприяло стабільному розвитку кіноіндустрії. У той час утвердився напрямок в італійській кінематографії — неореалізм.
До числа перших зразків неореалістичних фільмів належать роботи режисерів: Роберто Росселліні «Рим — відкрите місто» (1945), «Диво» (1948); Вітторіо де Сіка «Шуша» (1946), «Викрадачі велосипедів» (1949); Діно Де Лаурентіс «Гіркий рис» (1950). Серед інших фільмів цього жанру виділяються: «Умберто» (1952); «Дах» (1956) і «Дві жінки» (1961) Вітторіо де Сіка, а також фільм Федеріко Фелліні «Дорога» (1954). Згодом італійські режисери відчули на собі вплив французького кіно нової хвилі. Тут можна згадати фільми Росселліні «Генерал делла Ровере» (1959), Фелліні «Солодке життя» (1960) і Мікеланджело Антоніоні «Пригода» (1961).
Зразком тематичного розмаїття італійських кінофільмів 1960-х років є сатирична комедія П'єтро Джермі «Розлучення по-італійськи» (1962) і реалістичний фільм П'єр Паоло Пазоліні «Євангеліє від Матфея» (1966). Фелліні все більше йде у світ фантазії в таких фільмах, як «Вісім з половиною» (1963), «Джульєтта і парфуми» (1965) і «Сатирикон» (1970). У 1970-х роках італійські майстри кіно починають виявляти більший інтерес до історичних сюжетів. Події фашистського періоду показані у фільмах «Конформіст» (1970) Бернардо Бертолуччі, «Сад Фінці-Контіні» (1971) Вітторіо де Сіка, у дуже суперечливому фільмі «Сало, або 120 днів Содому» (1976) і «Сім красунь» (1976) Ліни Вертмюллер. З видатних фільмів 1980-х та 1990-х років варто виділити роботи Мікеланджело Антоніоні «Ідентифікація жінки» (1982), Франко Дзефіреллі «Травіата» (1983) і «Отелло» (1984), Федеріко Фелліні «І корабель пливе» (1983) і «Джинджер і Фред» (1986), Ліни Вертмюллер «Іронія долі» (1984), Джузеппе Торнаторе «Кінорай» (1989), Джанні Амеліо «Відчинені двері» (1990), Пупі Аваті «Повість про хлопчиків і дівчаток» (1991) і Торнаторе «Прекрасний для всіх» (1991), Роберто Беніньї «Життя прекрасне» (1997).
У Венеції щороку проводиться кінофестиваль «Міжнародна виставка кіномистецтва».

### Кухня
Традиційна кухня Італії поширена і популярна у всьому світі, завдяки, зокрема, таким стравам, як піца та паста. По підсумках дослідження YouGov, у якому взяли участь 25 тисяч людей з 24 країн — італійська кухня була визнана найпопулярнішою в світі.
Також в Італії була створена перша в світі кавова машина і кавові напої, які отримали дуже широке поширення в світі: еспресо, ристрето, американо, лате, капучино.

## Засоби масової інформації

### Характеристика
Зважаючи на чотири основні фактори за якими визначається модель медіа системи країни, що стосуються політичних та економічних сторін діяльності ЗМІ, а саме:
- ступінь розвитку медіа ринків та масової преси
- політичний паралелізм — зв'язок між медіа та політичними групами, партіями та ін.
- ступінь професіоналізації ЗМІ у сенсі розвитку автономної професійної медіа спільноти
- зв'язок медіа системи з державою та ступінь втручання держави у діяльність ЗМІ можна визначити, що Італія має поляризованого плюралізму ЗМІ.

Модель поляризованого плюралізму характерна для Середземноморських країн та відзначається низьким рівнем тиражів газет та професіоналізації медіа спільноти, а натомість високим рівнем пов'язаності ЗМІ з політичними партіями та іншими економічно-промисловими групами.

### Провідні медіакомпанії
Як вже було згадано для Італії характерний значний вплив політичних партій та впливових економічних кіл на ЗМІ. Медіа є невід'ємне від інтересів банкірів, фінансистів, політиків та будівельних магнатів. Періодично ця тема є причиною значної кількості скандалів на території країни, але вона так само швидко й несподівано згасає, як і з'являється[джерело?].
- RCS Mediagroup — окрім книг та книжкових магазинів, цій компанії належать газети, періодичні видання, радіо та рекламні пакети. Основними власниками акцій є: міланська Mediobanca та банк Intesa San Paolo, будівельні компанії Toti та Ligresti, фінансова компанія Mittel та інвестиційна компанія Merloni. Власністю цього холдингу є: Corriere della sera, Gazzetta dello sport, lo Donna, il Mondo, Vivi Milano, Astra, Amica, Brava casa, RCS pubblicita, Play Radio, Agr radio, Cnr radio та ін..
- Mediaset — телевізійна та рекламна компанія. Основний гравець на ринку італійських телеканалів, що входить в світовий клуб власників телекомунікацій. Основна частина акцій належить сім'ї Сільвіо Берлусконі, які керують компанією через «Fininvest». На сьогодні президентом компанії став Феделла Конфанольєрі. До мережі цієї компанії належать: Mediaset Espana Comunicacioni, il Foglio, il Giornale, Canale 5,Italia 1,La 5, Mediaset Extra, Mediaset Italia DUE, та ін.
- Видавнича група L'Espresso — ще одна важлива компанія на медіа ринку Італії. Засновниками та основними власниками компанії є Карло де Бенедетті та Карло Кораччоло. Співвласниками є також — Fondazione Cassa di Risparmio di Trieste та Assicurazioni Generali. Під контролем цієї компанії знаходяться такі ЗМІ: La Repubblica, l'Espresso, Limes, Micromega, Ketaweb, Radio Deejay, Radio Capital, All Music, A. Manzoni.
- RAI — Radiotelevisione Italiana — одна з найбільших італійських теле- та радіо компаній, акціонерне товариство всі акції якого належать державі. Є основним конкурентом компанії Mediaset. Фінансування проводиться більшою мірою за рахунок абонентської плати та реклами. Має широку мережу телеканалів, радіостанцій та власних сайтів, також має своє паперове видання. Їх легко розпізнати, оскільки більшість з них починається з назви компанії. Отож, Rai належить: Rai 1, Rai 2, Rai 3, Rai Italia 1 — Америка, 2 — Азія, 3 — Африка, 4 — Європа, Rai World Premium, Rai Scuola, Rai News 24, Rai Radio 1,2,3, Rai IsoRadio, Rai Italia Radio, сторінки в Facebook та Twitter, також офіційний сайт з однойменною назвою, та багато іншого. Крім того, саме Rai є організатором популярного в Італії та серед туристів фестивалю в Сан-Ремо.

Також важливими є такі компанії на медіаринку Італії, як CALTAGIRONE, RIFFESER, LA STAMPA, IL SOLE 24 ORE, TELECOM ITALIA MEDIA, SKY та інші.

### Періодичні видання

La Repubblica логотип

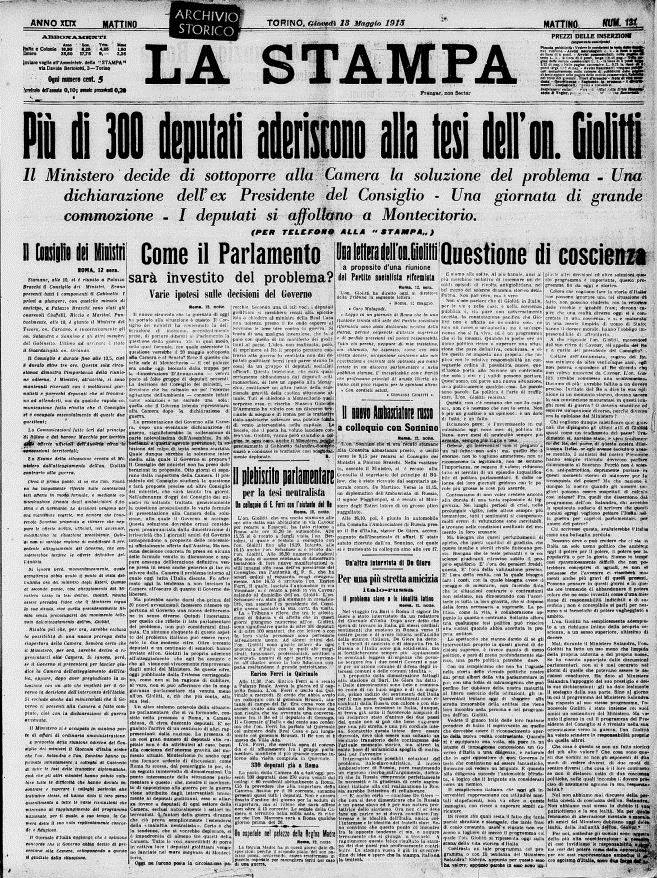
La Stampa 1915

Il Giornale

Незважаючи на те, що модель медіасистеми Італії подібна до інших країн Середземномор'я, структура ринку друкованих видань значно різниться. До прикладу, якщо в інших європейських країнах типологія друкованих видань, зокрема газет, відображається поділом на верхній, середній та нижній сегменти, то в Італії такого поділу немає. Для Італії характерний поділ за іншими аспектами, це — охоплення населення, час виходу, тематика, не рахуючись з маркетинговими підходами, такими, як аудиторія, орієнтація, стандарти новин.
Для Італії характерне таке поняття, як «чорний рік газет», що настав під час газетної кризи в країні. У 2008—2009 рр. в Італії наступила газетна криза.
- Високий відсоток «resa» (залишок) — значна частина тиражу італійських видань залишається не проданою і йде на утилізацію.
- Низький рівень підписки на друковані видання — від 8 % до 13 %.
- В роки економічно буму в країні був великий наплив реклами в газети, що вимагало збільшення кількості шпальт, щоб розбавити рекламу.
- Зростання інтернет-ЗМІ, та ін.

Найпопулярніші та найпоширеніші газети Італії:

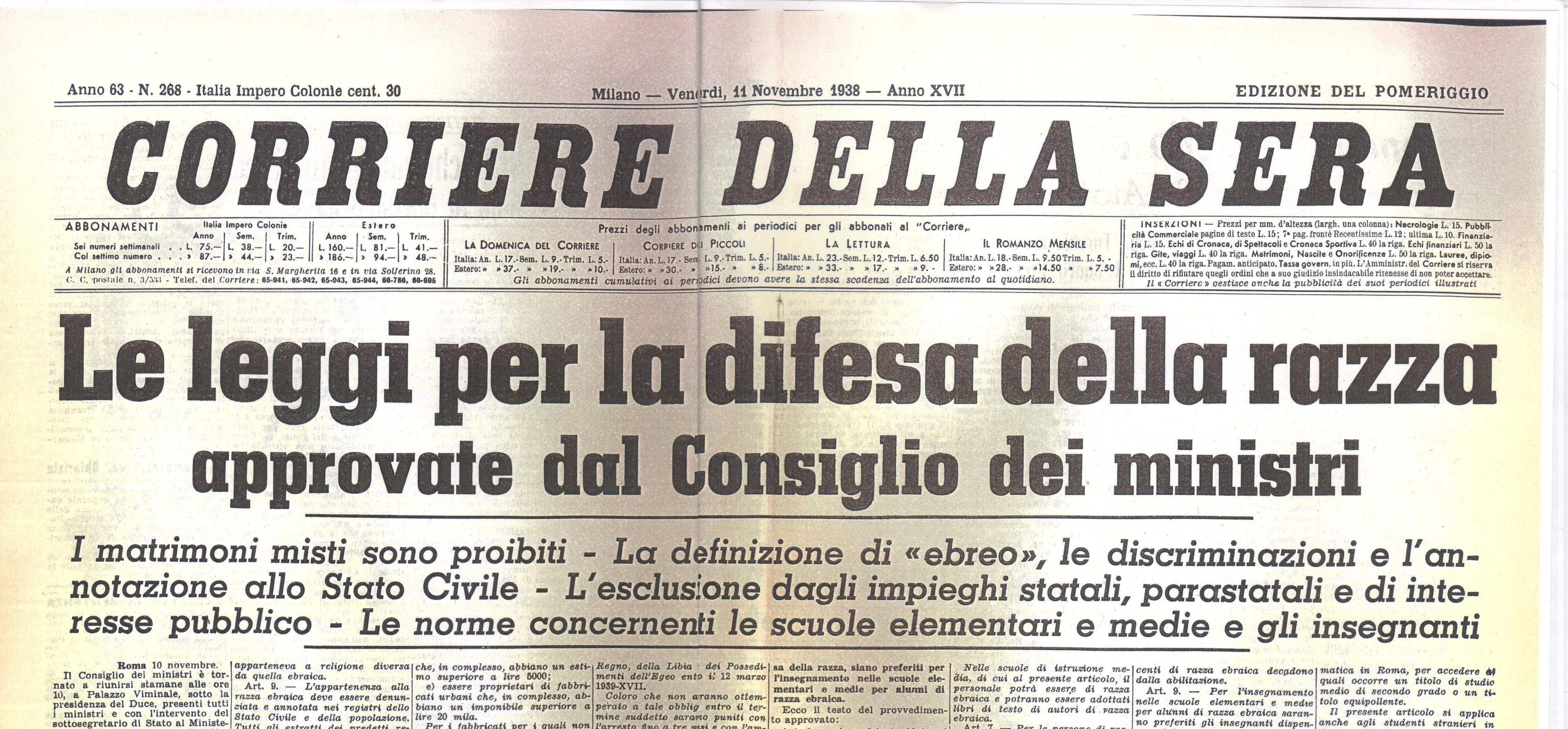
Corriere della Sera, 1938

- Corriere della Sera — одна з найпопулярніших газет Італії. Видається в Мілані з березня 1876 року, відповідно є також і однією з найстаріших щоденних видань країни. Станом на 2011 рік щоденний тираж газети становив 482 000 примірників, однак це далеко не найбільший тираж газети за роки її видання. Є також електронна версія видання, яка займає 13 місце за відвідуванням в країні, серед вебсайтів. Головним редактором нині є Луччіано Фонтана.

- La Repubblica — італійська щоденна газета, заснована в 1976 році виданням L'Espresso. На ряду з «Вечірнім кур'єром» є однією з найпопулярніших італійських газет. На сьогодні редактором є Вітторіо Цукконе. Станом на 2008 рік налічувалося 556 000 примірників щодня. За політичною приналежністю схиляється до помірно лівих поглядів. В січні 2016 року новим директором газети було призначено Маріо Калабрезі, який перед тим протягом 6 років був директором газети La Stampa. Видається в десяти різних італійських містах: Барі, Болонья, Флоренція, Генуя, Мілан, Неаполь, Палермо, Парма, Рим, Турин. Також існує ряд додатків до газети, які виходять рідше. Зокрема, La Repubblica XL — щомісячний додаток для молоді, Velvet — щомісячник присвячений моді та вечіркам, Dcasa (La Repubblica delle Donne) — щомісячний додаток для жінок, та ін..

- La Stampa — одна з найпопулярніших газет Італії на ряду з «Республікою» та «Вечірнім кур'єром». Заснована 1867 року, з 1895 отримала свою сучасну назву, її власником є FIAT Group. Станом на 2012 рік її тираж становив 256 000 примірників щодень, відповідно за тиражем вона є на четвертому місці, після своїх основних конкурентів та Il Sole 24 ORE. З 2009 до 2016 директором був Маріо Калабрезі, сьогодні цю посаду займає Мауріціо Молінарі, а редактором є Джуліо Ансельмі. З 1999 року відкрито офіційний сайт газети.
- Il Sole 24 ORE — італійська національна щоденна газета Федерації італійських роботодавців. Є в п'ятірці найпопулярніших та в трійці найбільш продаваних газет країни. Видавець — 24 ORE Group. Станом на 2015 рік тираж становив 366 405 примірників щодня, де близько 215 594 — цифровий наклад (перша щоденна газета що має цифровий наклад). Видається та формується в 11 найбільших містах: Мілан, Рим, Неаполь, Турин, Флоренція, Болонья, Генуя, Трієст, Падуя, Палермо, Барі. Головним редактором на сьогодні є Роберто Наполетано. Містить в собі чотири газети в одній та 8 основних рубрик (політика, бізнес та економіка, ринок, нерухомість, урядова політика, державні фінанси, закони та податки, мистецтво та відпочинок). Також, кожного дня, окрім середи, разом з газетою виходять її додатки.

- Il Giornale — щоденна італійська національна газета, що була заснована 1974 року в Мілані. З 1979 року належить родині С. Берлусконі. За своїм тиражем займає десяте місце серед інших щоденних видань. Громадсько-політична газета редактором якої є Алессандро Саллусті. За політичним спрямуванням дотримується консерватизму та «берлусконізму». Станом на 2015 рік кількість примірників щоденно становила — 82 376. За своєю структурою наслідує «Вечірнього кур'єра». Містить 40 шпальт, однак кольоровими друкуються лише перша, дев'ята (сенсації) та остання (реклама). У 2013 році Верховний суд засудив газету виплатити компенсацію в 10 000 євро декільком суддям Міланської прокуратури за статтю 1999 року «Винен за всіма пунктами звинувачення», в якій звинувачували суддів в переслідування Сільвіо Берлусконі.

### Провідні телеканали країни
Провідні телеканали країни можна класифікувати за приналежністю до медіагруп та корпорацій Італії. Відповідно найпопулярнішими є канали медіагрупи Mediaset, корпорація Rai, компанії Sky. Ми розглянемо 4 основних телеканалів країни.
- Canale 5 — італійський приватний телеканал, доступний по всій території країни, який належить медіагрупі Mediaset. Один з основних телеканалів країни. За своїм характером універсальний та з широким спектром жанрів для різноманітної публіки. В той час, як інші канали цієї компанії мають обмеженішу аудиторію. Зокрема, Italia 1 — переважно для дітей та молоді, а Rete 4 — для домогосподарок. З 2013 року керівником каналу є Джанкарло Скері. Канал розпочав свою роботу 30 вересня 1980 року.
- La Sette (La7) — італійський телеканал, який до 2013 року належав телекомунікаційній компанії Telecom Italia, а з 2013 р. належить медіагрупі Cairo Communacation. За своїм характером є універсальним, для широкого спектра аудиторії, при цьому містить велику кількість розваг та програм заглиблених у певну тематику. Є також дочірній канал La7d — Donne — націлений на молоду жіночу аудиторію.
- Rai Uno (Rai1) — перший канал державної теле- та радіокорпорації RAI. Як і попередні два, вважається універсальним та для широкої аудиторії. Окрім Італії, транслюється також на території Франції, Швейцарії, Тунісу. Розпочав свою роботу з 3 січня 1954 року. з початку 2016 року керівником каналу є Андреа Фабіано. З початку 2000-х років канал починає виходити в Інтернет. Окрім цього каналу корпорація Rai має ще близько десятка різного роду телеканалів, як універсального спрямування так і жанрового. До прикладу: Rai Premium, Rai Scuola, Rai News 24, Rai Sport 1, Rai World Premium та ін..
- Sky Sport — італійська група телеканалів Sky Italia. Цілодобові телеканали спрямовані на вузьку аудиторію любителів спорту та активного відпочинку. Транслюють переважно різноманітні чемпіонати різних видів спорту, автоперегони, новини спорту, змагання з бойових мистецтв. Початок транслювання датується 31 липня 2003 року. до групи каналів належать: Sky Sport 1- переважно футбольні трансляції, Sky Sport 2 — баскетбол, американський футбол, єдиноборства, Sky Sport 3 — теніс, гольф, футбол, Sky Sport F1 Sport MotoGP — змагання авто та мотоспорту, Sky Calcio — пакет з 13 футбольних телеканалів та ін..

### Радіостанції Італії
- Studio 54 NetWork — приватна радіостанція, що була утворена в Локрії (Калабрія) 6 червня 1985 року. Трансляції проходять в десяти провінціях, п'яти регіонах Південної Італії: Катанія, Месіна, Реджо-ді-Калабрія, Вібо-Валентія, Катандзаро, Козенца, Лечче, Потенза та Салерно. Власником радіостанції є Франческо Массара. Програма радіо в переважній більшості складається з трансляції музичних хітів світу та інформації в режимі реального часу з щоденними оновленнями. Транслюється близько двадцяти програм.
- Rai Radio 1 — перша радіостанція державної теле та радіокомпанії Rai. Спеціалізується в основному на новинах, спорті, ток-шоу та музиці. Радіотрансляцію розпочала з 6 жовтня 1924 року. Власником є Луїджі Губітозі, а керівником Флавіо Муччанте. Окрім музичних програм радіостанція транслює футбольні матчі збірної Італії та італійського чемпіонату з футболу.
- Rai GR Parlamento — інформаційна радіостанція державної теле та радіокомпанії RAI, офіційний радіоканал Парламенту Італії. В прямому ефірі транслює політичні ток-шоу та інформаційні програми. Керівником радіостанції є Флавіо Муччанте, директор Rai Radio 1 та інформаційної служби Giornale Radio Rai. Радіоканал був заснований 1998 року, за розпорядженням Міністерства комунікацій Італії. Ціллю його роботи було заповнення недостатньої поінформованості про діяльність уряду, яка тоді забезпечувалася лише радіостанцією Радикальної партії. Радіостанція дозволяє в прямому ефірі слухати виступи спікера Палати депутатів, голови Сенату та Президента країни. Крім того, щоденно транслюються близько 15 програм.
- Ciao Como Radio — радіостанція в місті Комо. Провідна радіостанція не лише міста але й регіону поблизу нього, через те що в своєму регіоні місто є провідним з точки зору подій регіону та ін.. Транслює переважно новини, корисні програми для слухачів та музику, також, містить програми для безпосереднього спілкування радіоведучих з населенням. Сфокусувавшись на новинах та бізнесі в проміжках лунають композиції класиків та сучасних співаків та груп. Щоденне радіо для жителів міста та околиць.

## Спорт

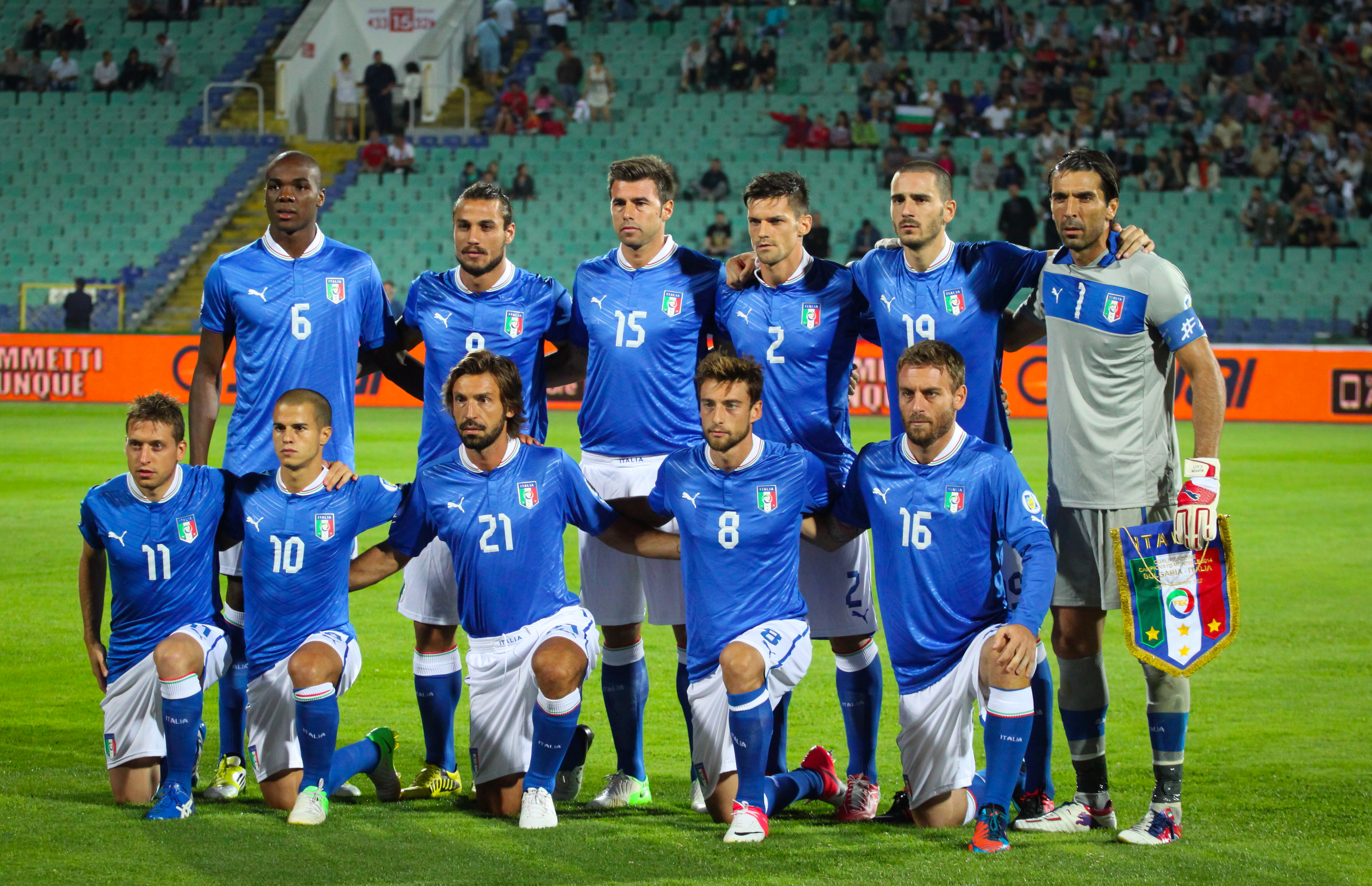
Збірна Італії з футболу

У країні розвинуті майже усі види спорту, але італійці, як нація в цілому, дуже великі вболівальники футболу (італ. Calcio). Італійське «tifosi» — в перекладі означає — вболівальник, часто це слово вживають у світі для опису відданих та палких фанів. Але італійці вболівають не тільки тоді коли грає національна збірна, чи великі команди. У кожному, навіть найменшому населеному пункті є своя футбольна команда та свої тифозі.
Збірна Італії з футболу одна з найтитулованіших чоловічих збірних світового футболу, чотириразовий чемпіон світу та дворазовий чемпіон Європи. Національний футбольний клубний турнір, Серія А, також, вважається одним з сильніших у світі футбольним чоловічим турніром. Італійські клуби діставалися фіналу найпрестижнішого європейського клубного футбольного турніру двадцять п'ять разів, а вигравали його одинадцять разів.
Збірна Італії з футболу утримує світовий рекорд з матчів без поразок (37 ігор поспіль).
Також в Італії популярні: велоспорт, теніс та гольф.